# Téhéran
Vous lisez un « article de qualité » labellisé en 2007.
Pour les articles homonymes, voir Téhéran (homonymie).
Téhéran (/te.e.ʁɑ̃/ ; en persan : تهران, Tehrân, /teh.ˈɾɒːn/ ) est la capitale et la plus grande ville de l'Iran. Située dans le nord du pays, au pied des monts Elbourz, la ville donne son nom à la province dont elle est également la capitale. Téhéran a vu sa population multipliée par quarante depuis qu'elle est devenue la capitale à la suite du changement de dynastie de 1786. En 2025, la ville compte un peu plus de 9 millions d'habitants, et l'agglomération plus de 16 millions. La ville possède un métro (actuellement avec sept lignes) et un dense réseau autoroutier.
Cette croissance très importante de Téhéran est principalement due à l'amélioration des conditions de vie ainsi qu'à l'attraction exercée sur les habitants des provinces. Elle a connu une forte accélération à partir de 1974, à la suite de la forte hausse du prix du pétrole lors du premier choc pétrolier. Les banlieues de la ville ont alors crû très rapidement ; finalement la pression immobilière a eu raison de la politique de développement urbain fixée en 1969.
Téhéran accueille près de la moitié de l'activité industrielle du pays : industrie automobile, équipements électriques et électroniques, armement, textiles, sucre, ciment et produits chimiques. La ville et son bazar sont le pôle de commercialisation des tapis et meubles produits dans l'ensemble du pays.
Il y a plus d'Azerbaïdjanais de souche à Téhéran que dans toute autre ville du monde, et la population kurde de Téhéran s'élève à plus de 2 millions,,.

## Étymologie du nom de la ville
L'origine du nom de Téhéran est encore discutée, et plusieurs interprétations sont disponibles. Une des étymologies populaires est que le nom de la ville viendrait de Tah + rān, qui signifie « celui qui chasse ou qui pousse (les gens) » ou « qui creuse ». Pour le Général Albert Houtum-Schindler, il s'agit d'une dérivation du terme Tir-ān, basé sur l'élément Tir. Cet élément a le sens de « plaine, plain désertique », qui est rapproché de Shemrān par Schindler. L'historien et linguiste Ahmad Kasravi a la même idée et oppose Tahrān, « endroit chaud » à Shemrān, « endroit froid ». L'orientaliste Vladimir Minorski propose de son côté une autre explication en se fondant sur la signification de tah qui signifie « fond, profondeur » dans des dialectes iraniens, qui serait associé au nom de la ville de Ray, ce qui voudrait dire que Téhéran signifie « qui est derrière Ray ». Xavier de Planhol, professeur émérite de géographie, souligne dans l'Encyclopædia Iranica que ces propositions semblent conjoncturelles et qu'il est vain de chercher l'origine du nom de la ville. Même l'orthographe de son nom a changé, puisque avant le XXe siècle, Téhéran s'écrivait avec un ṭāʾ (ﻃ) alors qu'elle s'écrit maintenant avec un tāʾ (ﺕ), qui est censé mieux représenter la prononciation de ses habitants.

## Géographie

### Situation et site

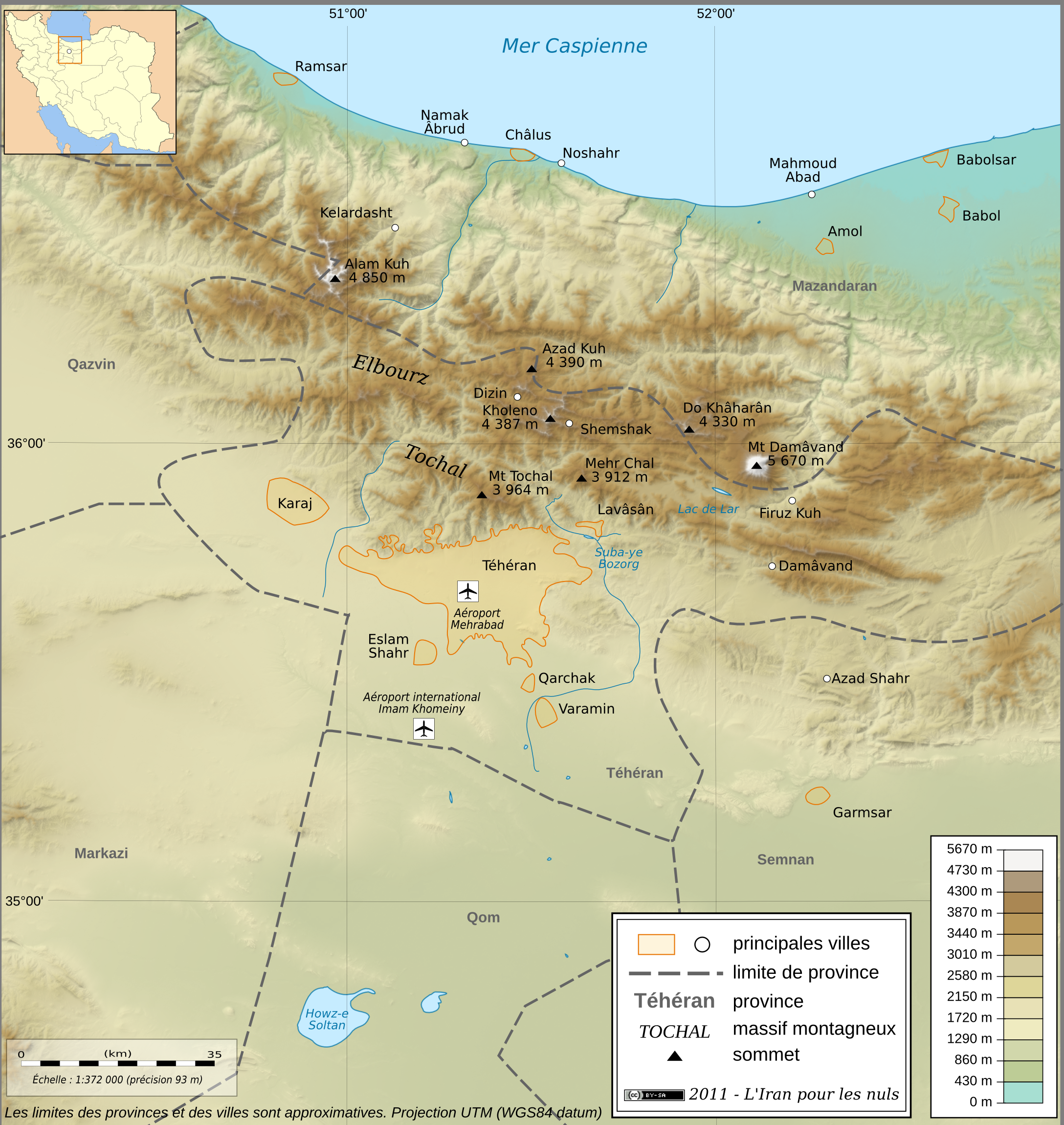
Téhéran et sa région.
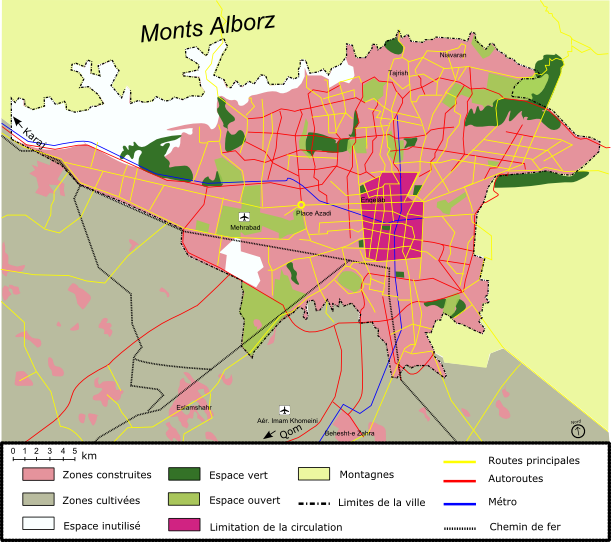
Carte de Téhéran en 1996.
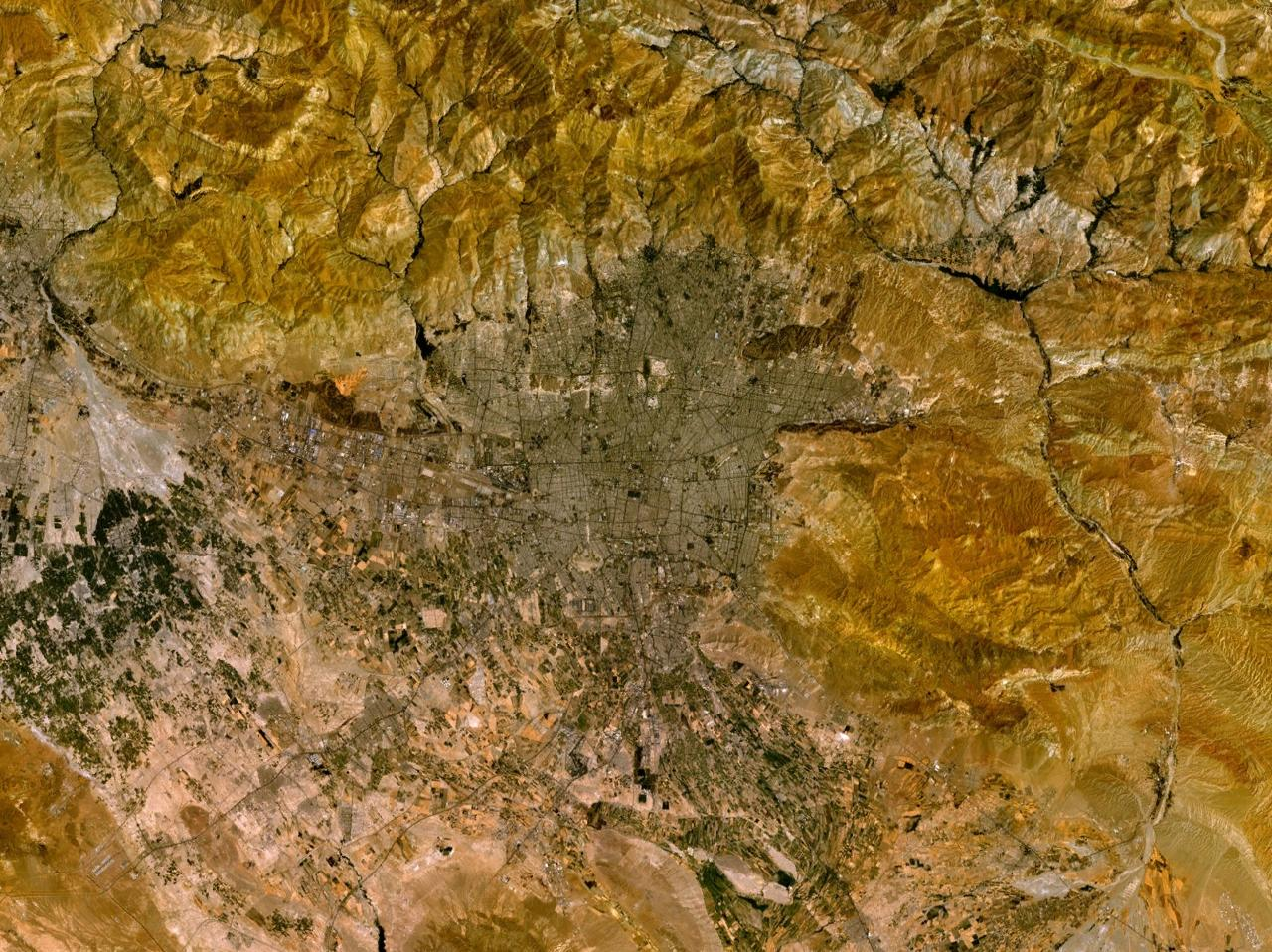
Image satellitaire de la ville.

Téhéran est située dans une plaine qui descend en pente vers le sud au pied des monts Elbourz. La ville a une altitude de 1 100 m au sud et 1 200 m au centre à 1 700 m au nord. La ville et ses banlieues couvrent une superficie de 86 500 ha.
La fondation de la ville s'est initialement circonscrite à la limite de deux zones qui ont les caractéristiques des plaines : la zone haute est composée de graviers grossiers et perméables, et la zone basse est composée de dépôts alluviaux plus fins et plus imperméables. La zone où est construite Téhéran fait la transition entre le désert stérile (kavir) et la chaine montagneuse de l'Elbourz.
La ville ne dispose pas de très importantes ressources en eau. Elle est située à égale distance de deux importants bassins hydrographiques qui collectent les eaux qui viennent des montagnes situées en amont. Ces deux bassins sont celui de Karaj à l'ouest et celui du Jājerud, à une trentaine de kilomètres à l'est, qui alimente Varamin et les villages environnants. Entre les zones urbaines de Karaj et Varamin, il n'y avait dans le passé qu'une seule ville importante, Ray, qui se trouvait à la jonction des routes entre les deux bassins.
Les quartiers du nord de la ville, situés en hauteur sur les contreforts de l'Elbourz, sont moins pollués et un peu plus frais en été. Ce sont les quartiers résidentiels de la population aisée de la capitale. La majorité des ambassades étrangères s'y trouvent ainsi que le palais et le parc de l'ex-Chah. Vers le sud, en contrebas, et vers le désert, se trouvent les quartiers plus populaires et industriels. C'est à l'extrême sud de l'actuelle agglomération que se trouve le site de Ray (Rhagès). Ray a longtemps été la capitale régionale et est le lieu de naissance du calife abbasside Hâroun ar-Rachîd en 766.
La ville étant au pied des montagnes, une télécabine relie la sortie nord de l'agglomération au mont Tochal à 3 966 m. Plus à l'est et à 50 km du centre de Téhéran se trouve le mont Damavand dont le cône garde quelques traces de neige jusqu'en juillet et culmine à 5 671 m.

Téhéran vers le nord depuis Borj-e Milad, en avril 2019.
Téhéran par une journée de printemps sans pollution.

### Climat
La situation de Téhéran, entre montagnes et bassin désertique, a une grande influence sur le climat de la ville. Téhéran a un climat de steppe. La carte climatique de Köppen-Geiger classe le climat de Téhéran de type BSk. Le climat des montagnes est plutôt frais et semi-humide, alors que les zones sud de la ville, presque en contact direct avec le désert du Dasht-e Kavir sont chaudes et sèches. Les mois les plus chauds sont les mois d'été (mi-juin jusqu'à mi-septembre), avec des températures maximales moyennes comprises entre 35 et 40 °C. Les mois les plus froids sont les mois de décembre et janvier, avec une température moyenne d'environ 1 °C.
Les précipitations sont d'environ 200 mm par an, concentrées (par ordre décroissant) en hiver, au printemps et à l'automne. L'été est très sec. Il neige, parfois en abondance durant les mois d'hiver.
Le climat de Téhéran est influencé par trois principaux facteurs géographiques :
- le Dasht-e Kavir, situé au sud de la métropole, introduit des vents chauds et de la poussière dans la ville.
- la chaîne montagneuse de l'Elbourz, située au nord de la ville, arrête les pluies venant de la mer Caspienne.
- les nuages de mousson de l'ouest et la présence de la chaîne montagneuse atténuent en partie les effets du climat désertique.

La différence de température existant entre les montagnes et les plaines fait circuler l'air des montagnes vers les plaines pendant la nuit, et des plaines vers les montagnes pendant le jour.
| Mois                                | jan.  | fév.  | mars | avril | mai  | juin | jui. | août | sep. | oct. | nov. | déc.  | année |
| ----------------------------------- | ----- | ----- | ---- | ----- | ---- | ---- | ---- | ---- | ---- | ---- | ---- | ----- | ----- |
| Température minimale moyenne (°C)   | −2,7  | 0     | 3,8  | 9,8   | 14,4 | 18,8 | 22,2 | 21,6 | 17,7 | 11,6 | 6,1  | 0,5   | 10,2  |
| Température maximale moyenne (°C)   | 7,2   | 10    | 15   | 21,6  | 27,7 | 33,6 | 37,2 | 36,1 | 32,2 | 24,4 | 17,2 | 10,5  | 22,7  |
| Record de froid (°C)                | −20,5 | −15,5 | −8,8 | −2,2  | 2,7  | 7,7  | 13,8 | 11,1 | 7,7  | 3,3  | −7,2 | −12,2 | −20,5 |
| Record de chaleur (°C)              | 18,3  | 22,7  | 29,4 | 32,7  | 37,2 | 41,6 | 42,7 | 42,7 | 38,8 | 33,8 | 28,8 | 20    | 42,7  |
| Nombre de jours avec gel            | 20,5  | 15,6  | 5,1  | 0,1   | 0    | 0    | 0    | 0    | 0    | 0    | 2,7  | 15,5  | 59,5  |
| Précipitations (mm)                 | 45    | 38    | 45   | 35    | 12   | 2    | 2    | 2    | 2    | 7    | 20   | 30    | 240   |
| Nombre de jours avec précipitations | 3,7   | 3,2   | 3,6  | 3     | 1,2  | 0,3  | 0,3  | 0,3  | 0,3  | 0,8  | 1,7  | 2,6   | 21    |

| Diagramme climatique                                  |       |         |           |            |           |           |           |           |           |           |           |
| J                                                     | F     | M       | A         | M          | J         | J         | A         | S         | O         | N         | D         |
| 7,2−2,745                                             | 10038 | 153,845 | 21,69,835 | 27,714,412 | 33,618,82 | 37,222,22 | 36,121,62 | 32,217,72 | 24,411,67 | 17,26,120 | 10,50,530 |
| Moyennes : • Temp. maxi et mini °C • Précipitation mm |       |         |           |            |           |           |           |           |           |           |           |

### Risques naturels
Une grande faille est située sous la chaîne de l'Elbourz, au pied de laquelle est située Téhéran. Plusieurs failles de dimensions plus petites sont situées dans les plaines au sud de la ville. Téhéran est donc exposée à des tremblements de terre, qui se sont déroulés selon des cycles d'environ 150 ans. Aucun séisme majeur n'ayant eu lieu à Téhéran depuis plus de 175 ans, des spécialistes estiment qu'un tremblement de terre important pourrait avoir lieu à Téhéran dans un futur proche. D'après une étude menée en 1999-2000, un tel séisme pourrait causer entre 120 000 et 380 000 morts.

### Géographie administrative

Divisions administratives de la ville de Téhéran.
Limites des Shahrestan (départements)
Limites des districts municipaux

La métropole de Téhéran, dont la superficie a beaucoup augmenté au cours de la seconde moitié du XXe siècle s'étend maintenant sur plusieurs départements de la province de Téhéran : le département de Téhéran contient la majorité de la ville, qui s'étend aussi sur les départements d'Eslamshahr, de Ray et du Shemiranat. Le terme « métropole » ou « agglomération » utilisé ici n’a pas de valeur administrative. Il est utilisé dans un sens géographique, pour désigner la ville de Téhéran et sa région urbaine, ce qui correspond à la municipalité de Téhéran et à la province de Téhéran.
Le département (ou shahrestān) de Téhéran est bordé par le département du Shemiranat au Nord, de Damavand à l'Est, d'Eslamshahr, Pakdasht et Ray au Sud et des départements de Karaj et Shahriar à l'Ouest.
La municipalité de Téhéran (shahrdāri) est divisée en 22 arrondissements (mantagheh) municipaux, disposant chacun de son centre administratif. Les arrondissements sont numérotés pour être identifiés, comme sur le plan ci-contre. Téhéran est divisée en 112 quartiers (nāhiyeh) dont les principaux sont rappelés ci-après :
Abbas Abad, Afsariyeh, Amir Abad, Bagh Feiz, Baharestan, Darakeh, Darband, Dardasht, Dar Abad, Darrous, Dibaji, Djannat Abad, Elahiyeh, Evin, Farmanieh, Gheytarieh, Gholhak, Gisha, Gomrok, Hasan Abad, Jamaran, Javadiyeh, Jomhuri, Jordan, Lavizan, Nazi Abad, Niavaran, Park-e Shahr, Pasdaran, Punak, Ray, Sadeghiyeh, Shahrara, Shahr-e ziba, Shahrak-e Gharb, Shemiran, Tajrish, Tehranpars, Vanak, Velenjak, Yaft Abad, Zafaraniyeh, etc. Ces quartiers correspondent à des divisions administratives dépendant d'un arrondissement.
Bien que séparées administrativement, Ray, Shemiran et Karaj sont souvent considérées comme faisant partie de la métropole de Téhéran.

## Histoire

### Origines
Téhéran était jadis un village situé à sept ou huit kilomètres de la grande ville historique de Ray. C’était l'un des premiers villages du Nord de cette ville dont les habitants se réfugiaient à Shemiran, Qasran et dans les piémonts de l’Elbourz afin de fuir la chaleur du Sud désertique. Des traces de peuplement datant du Néolithique et même de périodes antérieures ont été découvertes sur le site de Téhéran et à Ray (comme le site de Cheshm-e Ali, situé dans le centre de Ray).
L'histoire de Téhéran est mieux connue à partir du moment où son nom est mentionné des écrits historiques, comme ceux de Yāqut, qui mentionne la ville en 1220. Les écrits de Zakariyā Mohammad Qazvini, datant de 1275, permettent de mieux connaître la ville à cette époque. Tous deux la décrivent comme étant une « ville commerciale » (qurā) voire une « ville commerciale importante » (qariyaton kabiraton), divisée en douze quartiers (mahaleh). Qazvini ajoute que chaque quartier est dirigé par un ancien. Selon lui, les anciens se faisaient la guerre et les habitants hésitaient à aller dans un autre quartier que le leur. À cette époque, la ville possède une physionomie particulière qui frappe ces deux auteurs. En effet, l'habitat troglodyte ou semi-troglodyte est courant dans Téhéran, offrant ainsi aux habitants un refuge contre l'insécurité régnant dans la ville. Ce type d'habitat se retrouve aussi dans le Nord de l'Iran afin de combattre les rigueurs de l'hiver.
L'économie de la ville à cette époque est basée sur le commerce de fruits et légumes qui poussent dans les jardins de la ville, alimentés par les cours d'eau en provenance de l'Alborz et des systèmes d'irrigation traditionnels (comme le qanat et le kariz).

### Émergence des fonctions urbaines
Téhéran commence à prendre plus d'importance après la destruction de Rhagès (Ray) par les Mongols en 1228. Téhéran souffre aussi de l'invasion mongole, mais le déclin de Ray pousse ses habitants à venir s'installer à Téhéran qui offrait plus de commodités avec ses jardins et ses canaux d'irrigation. En 1340, Hamd-Allah Mostawfi décrit Téhéran comme une « petite ville importante », mais pas aussi peuplée qu'auparavant. Au XIVe siècle, c'est Varamin qui est la ville la plus importante de la province mongole, composée de quatre départements, dont celui de Téhéran. Ray faisant à cette époque partie du district de Téhéran, et la prééminence de Téhéran sur Ray semble dater de cette époque.
Don Ruy Gonzáles de Clavijo, un ambassadeur castillan, est probablement le premier Européen à visiter Téhéran, s'y arrêtant en juillet 1404, lors d'un voyage vers Samarcande (aujourd'hui en Ouzbékistan et qui était alors la capitale mongole). Il décrit Téhéran comme une grande ville (gran ciudad), équipée d'une résidence royale (posada). Ray est décrite comme une ville abandonnée (agora deshabitada). La résidence royale est une résidence Timouride, et il apparaît que le palais a été construit au Nord de Téhéran. Le site exact de la ville Timouride peut être reconstitué d'après l'emplacement de certains Imamzadehs : la limite Sud de la ville était à cette époque à l'Imamzadeh Sayyed Esma'il (construit avant 1481 et actuellement le plus vieux monument de la ville, situé dans le quartier de Chaleh Meydān), et la limite Nord-Ouest était le palais Timouride, situé à l'emplacement actuel du Palais du Golestan.
À partir de la période Timouride, la ville de Téhéran se développe vers le Nord, à la recherche d'air et d'eau plus purs. Ce mouvement profond est depuis cette époque une constante du développement historique de Téhéran, tendance qui a façonné la géographie sociale de la ville. C'est également à partir de cette époque que Téhéran acquiert toutes les principales fonctions urbaines.

### Transformation en capitale

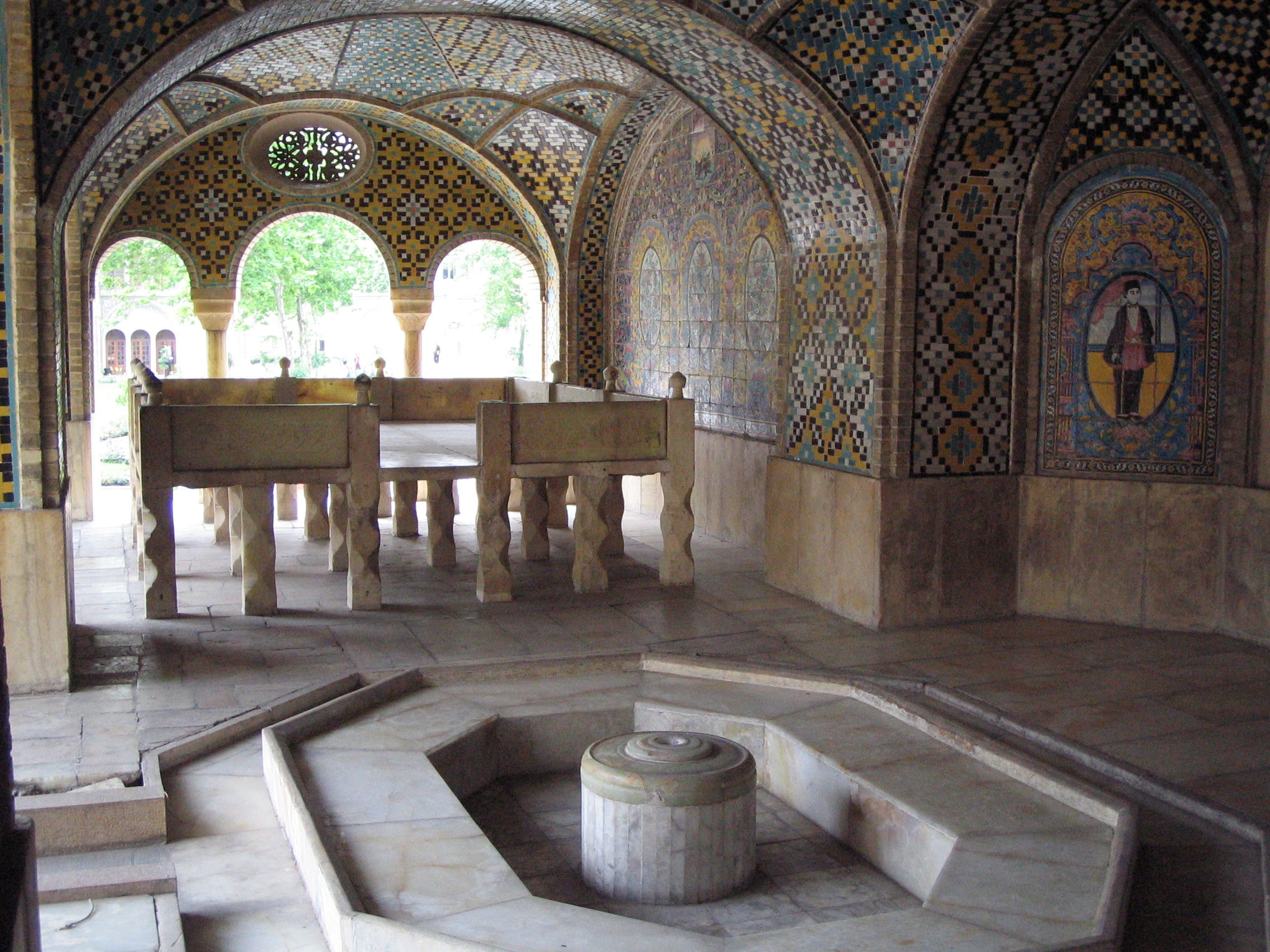
Khalvat-e Karim Khāni (« retraite de Karim Khān »), construit à l'époque de Karim Khān Zand.

Shah Tahmasp, second souverain de la dynastie safavide, fait construire en 1553-1554 un bazar ainsi qu'un mur d’enceinte avec 114 tourelles (selon le nombre de sourates du Coran). Les raisons du choix des safavides pour Téhéran sont multiples : le fait qu'un ancêtre des Safavides, Sayyed Hamza, soit enterré à Ray ou que Téhéran soit depuis plusieurs siècles un refuge pour les Chiites ont eu une importance ; mais c'est surtout les situations historiques qui ont poussé les safavides à fortifier Téhéran. Shah Tahmasp avait déjà été obligé de déplacer sa capitale de Tabriz à Qazvin à cause des menaces ottomanes. La ville de Téhéran fortifiée, située à 150 km à l'Est de Qazvin, offrirait alors un bon refuge en cas de danger pressant. Xavier de Planhol souligne que la muraille était excessive et disproportionnée par rapport aux besoins d'une petite ville : elle s'étendait sur 8 km de long, entourant une surface de 4,5 km2, alors que la population n'excède pas 15 000 à 20 000 personnes à cette époque. Les descriptions en parlent alors comme d'une grande ville, qui a des grands jardins emplis de toutes sortes de fruits.
À l'époque des Safavides, Téhéran est un centre administratif régional, qui accueille un beğlerbeği et un gouverneur de province. Cependant, la ville ne compte ni grande mosquée, ni fabrique, ni autre trace d'urbanisation de la part des Safavides.
Chah Abbas II réside aussi à quelques reprises à Téhéran et s'y fait construire une résidence appelée Chāhār bāgh. Chah Suleyman y fait construire un secrétariat impérial (Divān Khāneh) dans le centre de la ville (Chenārestān). C’est en ce lieu que l’ambassadeur du Sultan ottoman Ahmet III rencontre en 1721 Chah Sultan Hossein, dernier roi de la dynastie safavide avant l'invasion afghane. À la fin du XVIIIe siècle, Téhéran n'est donc plus une petite ville provinciale mais a déjà pris de l'importance pour les souverains iraniens.
En 1722, les troupes de Mir Mahmoud Hotaki occupent Ispahan et l’Iran entre dans une période de troubles dont souffrent aussi Téhéran et sa région.

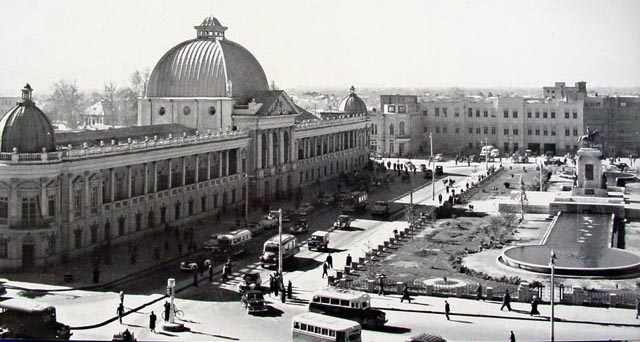
Place Topkhaneh (place des canons), Téhéran, vers les années 1950.

Sous la dynastie des Zand, Téhéran devient un centre militaire alors que les tribus Zand et Qadjar se battent pour prendre le pouvoir dans le pays. Entre 1755 et 1759, Muhammad Karim Khân envisage de faire de Téhéran la capitale du pays ; il fait construire des bâtiments dans l'enceinte du quartier royal (Khalvat-e Karim Khani par exemple). Le quartier royal acquiert alors toutes les caractéristiques de l'Arg, quartier royal fortifié. Finalement, Karim Khan préférera nommer Shiraz capitale du pays.
À la mort de Karim Khan en 1779, Téhéran est disputée entre Qafur Khan (fidèle aux Zands) et Agha Mohamad Khan Qajar. La ville tombe aux mains d'un allié des Qajars en 1785, et Agha Mohamad Khan Qajar, premier roi de la dynastie, rentre dans la ville le 12 mars 1786 et en fait sa capitale. Téhéran doit son statut de capitale de l'Iran à l'époque Qadjare à des préoccupations géostratégiques : les Russes menacent les frontières Nord du pays et les Turcomans celles du Nord-Est. Téhéran bénéficie d'une situation privilégiée au carrefour de la route Est-Ouest qui longe le piémont de l'Elbourz et des voies menant aux oasis de l'Iran central et aux bassins du Fars.
En 1797, Téhéran a toujours l'apparence d'une ville neuve et compte peu d'habitants. Un voyageur européen, G.E. Olivier, parle d'une ville de 15 000 habitants dont 3 000 soldats, s'étendant sur 7,5 km2 dont seule la moitié est construite, l'autre étant encore occupée par des jardins et vergers.
Fath Ali Shah (1797-1834) est le premier bâtisseur de Téhéran. Il embellit l'Arg (quartier royal) et fait construire l'Emarat Bādgir et le Takht-e Marmar (palais de Marbre) au sein de celui-ci. Il construit également de nombreux bâtiments importants comme la mosquée du Shah (Téhéran) (Masjed-e Shah) à l'intérieur du Bazar et le Palais de Negarestan et de Lalezar. La ville attire de plus en plus d'habitants et la population double en 20 ans. Cependant, en 1834, à la fin de son règne, les constructions ne sont toujours pas achevées.
Sous Mohammad Shah (1835-1848) ont lieu les premières constructions en dehors des murailles. Des résidences princières et royales sont construites dans le Nord de Téhéran. De plus, des mosquées et des imamzadeh sont construits dans l'enceinte de la ville. Les témoignages des voyageurs étrangers qui sont passés à Téhéran à l'époque décrivent encore une ville « sans attraits ».
Nasseredin Shah (1848 - 1896) fait passer réellement Téhéran du statut de ville provinciale à celui de capitale. En 1868, la ville abrite 155 736 personnes, concentrées dans les vieux quartiers. En 1870 - 1871, il détruit les anciennes fortifications pour en faire construire de nouvelles. La nouvelle muraille prend alors une forme d'octogone irrégulier de 19,2 km de circonférence, et percée de 12 portes monumentales ornées de céramiques. Nasseredin Shah fait rénover de nombreux bâtiments et les qanats pour approvisionner la capitale en eau. Il mène de plus de grands travaux de type hausmanniens en perçant dans le centre de grandes avenues rectilignes et carrossables. De grandes places sont aussi construites, comme la place Tupkhāneh (place des canons, 275 m × 137 m). À la fin du règne de Nasseredin Shah, Téhéran a connu un remodelage important, et la ville s'étend alors sur 18,25 km2.
Téhéran, à l'époque des Qajars, se concentre autour du Bazar qui constitue le cœur de la ville. À quelques pas se trouve la cité royale (Arg-e-sāltanati) avec la résidence du Chah et la cour. Au début du XXe siècle, Téhéran compte pratiquement 250 000 habitants, dont la majorité réside en dehors des murailles.

### Téhéran, capitale des Pahlavis

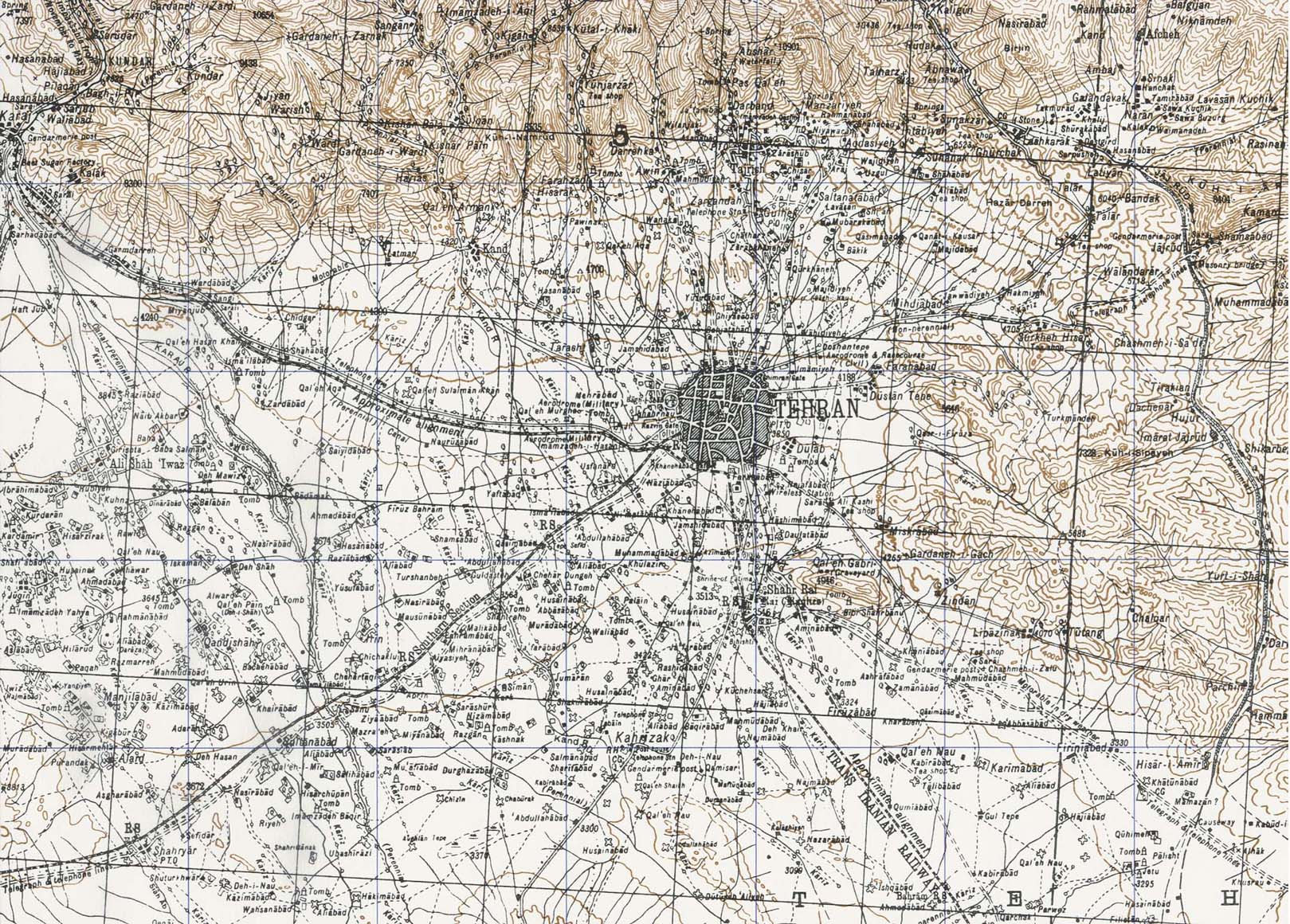
Carte de Téhéran en 1947.

Avec la prise de pouvoir de Reza Shah Pahlavi en 1925, l'État devient un acteur majeur de l'architecture de Téhéran, dont la modernisation fait partie intégrante du programme voulu par le nouveau roi pour son pays. Les murailles construites par Nasseredin Shah sont détruites en 1932, laissant la place à des larges boulevards rectilignes ; une seule des portes subsiste à ce jour. Reza Shah fait appel à des architectes iraniens et étrangers pour construire de nombreux bâtiments officiels pendant les années 1930. On peut citer Nikolaï Markov qui construit le lycée Alborz, André Godard qui construit le musée national d'Iran, Maxime Siroux pour certaines facultés de l'université de Téhéran, Mohsen Forughi pour la Bank-e Melli et la faculté de droit de l'université de Téhéran, Vartan Avanessian pour le complexe d'appartements Reza Shah et l'école pour orphelins Vartan. De nombreux bâtiments étatiques nouveaux voient alors le jour : la poste, le bureau de télégraphe, le bureau de police, le ministère des Affaires étrangères, la gare de Téhéran, etc.

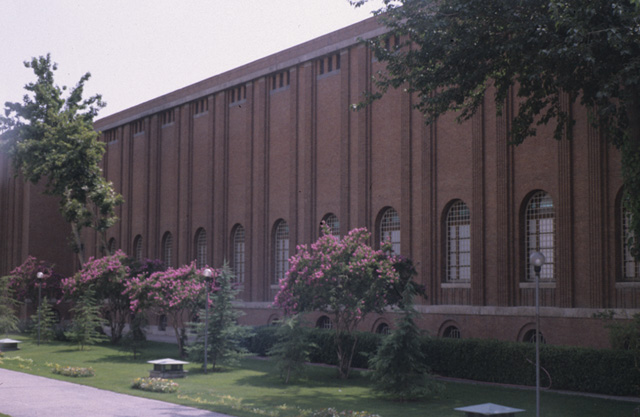
Une des façades du musée national d'Iran, dessinée par l'architecte français André Godard et terminée en 1937.

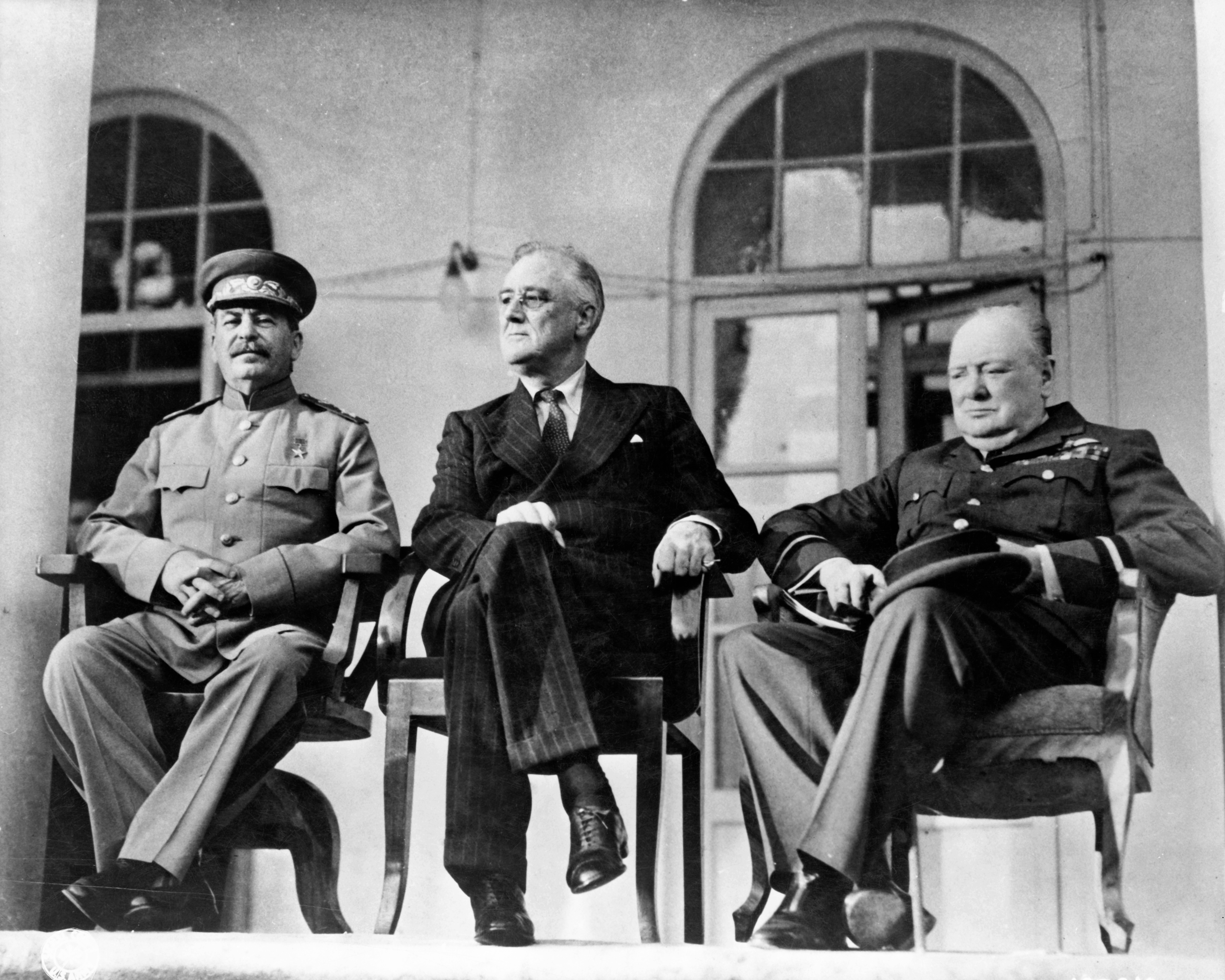
De gauche à droite : Joseph Staline, Franklin D. Roosevelt et Winston Churchill à la conférence de Téhéran le 29 novembre 1943.

Après les travaux d'agrandissement et de modernisation de la ville, sa superficie passe à 46 km2 ce qui représente onze fois celle qu'elle avait pendant la période de Fath Ali Shah. Les nouvelles artères de la ville permettent la circulation automobile et transforment le tissu urbain.
En 1943, la ville accueille la conférence de Téhéran, qui réunit le président américain Franklin D. Roosevelt, le chef d'État soviétique Joseph Staline et le Premier ministre britannique Winston Churchill. Cette conférence préfigure les décisions qui seront prises à l'issue de la Conférence de Yalta. Elle garantit l'indépendance et l'intégrité territoriale de l'Iran.
La ville se développe fortement après la Seconde Guerre mondiale, et plus particulièrement à partir des années 1960. En 1966, la famille royale délaisse le quartier royal du centre de Téhéran pour aller s'installer à Niavaran ; la ville qui grandit devient plus étouffante et les souverains vont s'installer définitivement dans les quartiers Nord (les résidences du Nord étaient auparavant des résidences temporaires pour l'été). Rey et Shemiran, devenues des banlieues de Téhéran, sont regroupées administrativement la même année.
Le premier plan d'urbanisme de Téhéran est défini en 1969. Il privilégie un développement de la ville sur un axe Est-Ouest, qui contraste avec la tendance Nord-Sud observée depuis plusieurs siècles. Le plan d'urbanisme prévoit la création de nouveaux quartiers d'habitation (Shahrak), de nouveaux quartiers industriels à l'Ouest de la ville vers Karaj, le déplacement du centre commercial et administratif en dehors des limites de la vieille ville, ainsi que la création d'un réseau d'autoroutes intra-urbaines plutôt dense, sur le modèle de Los Angeles.
Dans les années 1970, l'économie de l'Iran est dopée par le « boom » pétrolier et les constructions nouvelles se font à un rythme rapide : construction de nouveaux quartiers comme celui d'Ekbatan, du métro, des autoroutes, etc. Mohammad Reza Shah veut alors faire de Téhéran une ville à vocation internationale et prévoit des constructions à la hauteur de ses ambitions. À partir de 1975, les Pahlavi entament la construction d'une ville ultra-moderne de 554 ha au sein de Téhéran, nommée Shahestan Pahlavi (« cité royale Pahlavi »). Cette ville, destinée à devenir le centre et le symbole du pouvoir des Pahlavis, ne verra pas le jour : le projet s'arrête au stade de l'achat et de la viabilisation des terrains à cause de problèmes budgétaires et de la révolution iranienne.
En 1977, le gouvernement doit abandonner le plan d'urbanisme de 1969 : les limites de la ville définies par la planification sont atteintes et la pression immobilière est de plus en plus forte.
En 1978, la révolution iranienne débute à Téhéran, à la suite d'une manifestation réprimée par l'armée en septembre. C'est au cours cette révolution qu'a lieu la crise iranienne des otages, qui débute le 4 novembre 1979 et dure 444 jours. Plus d'une cinquantaine d'otages restent enfermés dans l'ambassade américaine jusqu'au 20 janvier 1981. Les bâtiments de l'ambassade sont depuis occupés par les iraniens, qui l'ont surnommé le « nid d'espions ». Les « étudiants de la ligne de l'Imam » (le groupe ayant organisé la prise d'otage) a depuis publié un ouvrage contenant les documents de la CIA et du département d'État récupérés dans l'ambassade sous le titre de Documents from the U.S. Espionage Den (Asnad-i lanih-'i Jasusi). Certains de ses documents sont toujours classifiés « secrets » ou « confidentiels ».

### Émergence des banlieues et transformation en métropole

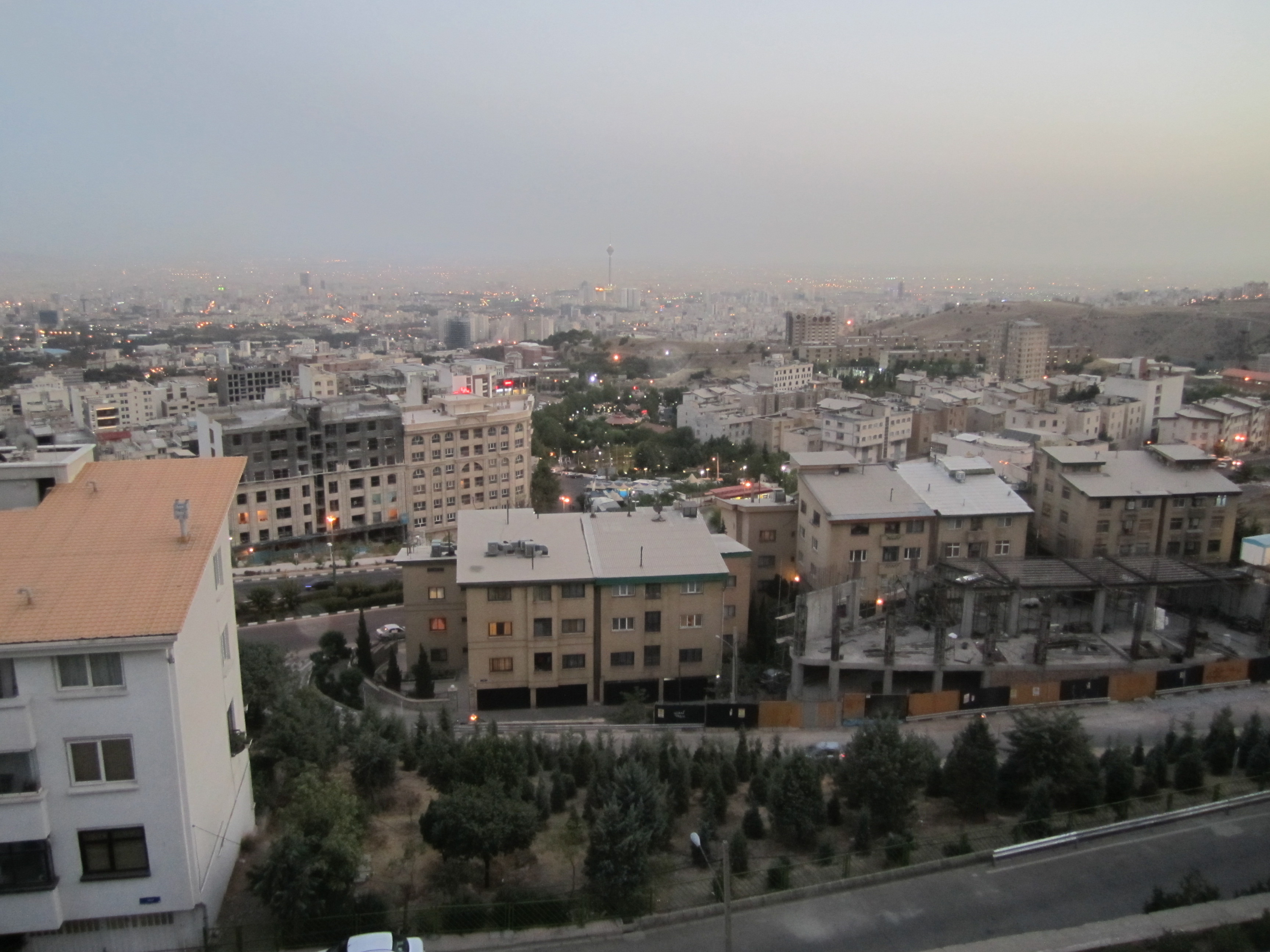
Une vue du nord de Téhéran au coucher du soleil.

Jusqu'aux années 1975-1980, Téhéran n'avait pas de banlieue urbaine, mais seulement une ville satellite, Karaj et une banlieue rurale composée de gros bourgs. La population migrante de la première période de développement urbain (1955-1970) s'est entassée dans des constructions misérables en périphérie du centre, surtout dans le Sud de la ville. Suivant la tendance commencée au XIXe siècle, le Sud accueille les classes pauvres, le Nord les riches, et les classes moyennes s'installent à l'Est et surtout à l'Ouest de la ville.
La zone industrielle Téhéran-Karaj se développe très rapidement le long de la première autoroute construite en Iran, et les ouvriers en provenance du Nord-Ouest de l'Iran préfèrent s'installer autour de Karaj, qui devient en quelques années une banlieue populaire servant de satellite à la capitale. Dans les années 1970, Téhéran est une ville compacte, sans banlieue urbaine : on passe sans transition du désert ou des vallées de montagne à la pollution de la capitale.
L’expansion économique qui suit le « boom » pétrolier de 1974 provoque notamment une accélération du développement urbain de Téhéran. Le prix très élevé des logements ne permettent pas de loger les ouvriers venant principalement des provinces de l'Azerbaïdjan et du Kurdistan. Les classes moyennes ne trouvent pas non plus à se loger dans l'espace central. Tous ces habitants à la recherche d'un logement commencent donc à s’installer dans les villages de la périphérie, en dehors des limites administratives de Téhéran, là où des règles différentes s'appliquent en termes de permis de construire. La ville de Téhéran essaye alors de limiter l'expansion anarchique en détruisant les maisons construites illégalement. À l’été 1977, à Téhéran, les nombreux bidonvilles se rebellent contre les expulsions, défiant la terreur entretenue par la police politique, la Savak, et ses innombrables réseaux d'informateurs. La révolution iranienne a trouvé là son origine immédiate, à la suite d'incidents graves dans le Sud de Téhéran.
Durant la période révolutionnaire, la « rurbanisation » de la région de Téhéran s'accentue, et l'habitat révolutionnaire se développe à la périphérie des villes. Les nouveaux téhéranais construisent des logements sans permis, sur des terrains squattés ou achetés sans formalité. Les bâtiments sont modestes, mais de qualité honorable, organisés selon un plan d'ensemble souvent cohérent. Bernard Hourcade note que cette émergence des banlieues ne donne pas lieu à la construction de bidonvilles, sauf quelques petits îlots. Téhéran s'entoure d'une banlieue de villages habités par des citadins depuis la révolution iranienne, et certains des villages deviennent de véritables agglomérations de 200 000 habitants en quinze ans.
Le « Grand Téhéran » est créé en 1986, mais sa gestion reste assez incohérente. Il n’existe aucune structure administrative ou financière à cette échelle, ce qui crée des difficultés entre la mairie de Téhéran et les banlieues qui n’ont pas de réalité administrative. Dorénavant, le développement du Grand Téhéran est mieux planifié. Des villes nouvelles ou lotissements (shahrak), destinés à accueillir des dizaines de milliers de personnes et financés par les administrations ou les coopératives de logement voient le jour à trente ou quarante kilomètres du centre de Téhéran. Pour limiter l'afflux des migrants, les autorités de Téhéran y interdisent la construction d'usines, ce qui pousse les entrepreneurs à s'établir aux limites de la ville, influençant ainsi la répartition de la population. L'émergence de la banlieue de Téhéran est plus une conséquence de la redistribution de la population dans la région urbaine qu'une conséquence de l'augmentation de la population. En effet, la nouvelle banlieue proche de Téhéran est peuplée non par des migrants récents, mais par des habitants des quartiers misérables du Sud, qui voient dans ce déplacement en banlieue, pour un habitat de meilleure qualité, une promotion sociale. Néanmoins, ces banlieues restent marginales dans la mesure où les infrastructures et les équipements collectifs restent insuffisamment développés. La guerre Iran-Irak et les conflits internes qui l'ont suivie ont bloqué la planification urbaine. De plus, la république islamique a renforcé le pouvoir des bāzār et du clergé en ville.
En mai 1985, Téhéran est touché pour la première fois depuis le début de la Guerre Iran-Irak en 1980. Les irakiens lancent des bombes aériennes et des missiles sol-sol sur la ville, dans le cadre d'attaques sur les centres urbains importants de l'Iran (ils attaquent également d'autres villes d'Iran avec de l'artillerie à longue portée). D'autres attaques auront lieu en 1988 au cours de ce qui a été appelé la « Guerre des villes » : 190 missiles sont lancés par les irakiens sur Téhéran pendant une période de six semaines. Cette attaque a eu lieu en réponse au bombardement de Bagdad par les iraniens ; les dégâts humains et matériels ont été peu importants, mais les attaques ont fait fuir temporairement près de 30 % de la population de la ville, en particulier vers le Nord de l'Iran.
Bernard Hourcade note que la migration des populations vers les banlieues constitue une prise de distance avec le système politique dominant, comme le montrent les mouvements sociaux et les émeutes qui ont éclaté dans les banlieues d'Eslāmshahr en 1995.

## Population et société

### Démographie

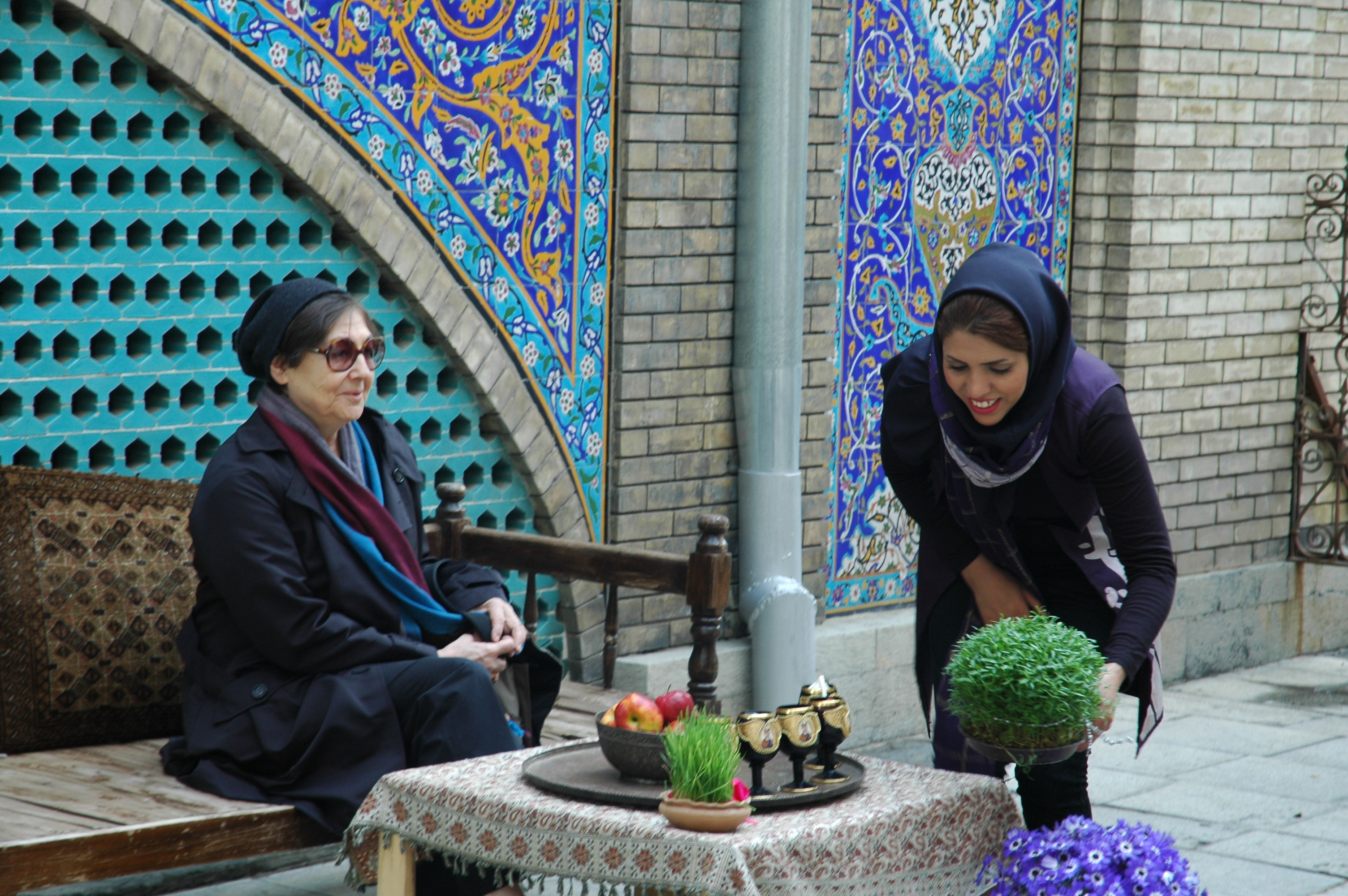
Dames à tête couverte en vêtements traditionnels

Quand Téhéran acquiert son statut de capitale en 1786, sa population s'élève à 20 000 habitants. Au début du XXIe siècle, la métropole de Téhéran dépasse les 10 000 000 d'habitants. La multiplication par cinquante de la population depuis le début du XXe siècle est en grande partie due aux migrations, à l'exode rural, au développement industriel et à l’attractivité de la capitale. C'est entre 1930 et 1956 que le taux de croissance de la population de Téhéran est le plus élevé.
En 1956, le gouvernement iranien met en œuvre un plan de décentralisation, qui permet de déplacer certains centres administratifs et industriels hors de la ville. Pour faire face à la croissance de la population du pays, le gouvernement promeut la planification familiale, ce qui permet de faire descendre le taux de croissance démographique aux environs de 4 % dans les années 1970.
Au cours des années 1980, le ralentissement de la croissance industrielle, la guerre contre l'Irak, une nouvelle politique de planification familiale diminuent encore l'attrait de Téhéran aux yeux des migrants potentiels. Dans les années 2000, le taux de croissance de la population de Téhéran est tombé à 1,1 %.
La migration pendulaire (c'est-à-dire le flux de ceux qui viennent tous les jours travailler à Téhéran bien qu'habitant les villes et villages environnants) concerne 1,5 à 2 millions de personnes.
|                                             | 1891    | 1922    | 1932    | 1956      | 1966      | 1980      | 1986      | 1991      |
| Population (hab.)                           | 160 000 | 210 000 | 249 504 | 1 512 082 | 2 719 730 | 5 361 335 | 6 042 584 | 6 475 527 |
| Densité (hab./km2)                          | 6 540   | 8 590   | 10 200  | 15 120    | 9 610     | 9 600     | 8 430     | 8 990     |
| Taux de croissance annuel (%)               | 3       |         | 4       | 4,6       | 5,9       | 5,8       | 4,1       |           |
| Population migrante (hab.)                  |         |         | 3 800   | 1 700     | 24 900    | 25 900    | 47 500    | 35 000    |
| Sources : Atlas de Téhéran et Mansour Ohadi |         |         |         |           |           |           |           |           |

Depuis le recensement de 1966, le nombre de personnes de moins de 15 ans s'est réduit à Téhéran. Ce déclin est en partie dû au succès des politiques de planification familiale et aux conditions économiques existant avant la révolution iranienne. La guerre Iran-Irak s'est accompagnée d'une augmentation de la natalité, encouragée par le pouvoir. Après la fin de la guerre, des nouvelles mesures de contrôle de la natalité sont mises en place dans tout le pays, qui seront particulièrement efficaces à Téhéran.
En 1991, le nombre de personnes par foyer est de 4,3. Ohadi précise que ce chiffre est à pondérer, sachant que Téhéran est à la fois un centre d'attraction pour les activités économiques et pour l'enseignement supérieur (jeunes célibataires ou foyers réduits), et attire également des migrants ruraux (dont les foyers comptent traditionnellement un plus grand nombre de personnes).
| Hommes  | Classe d’âge | Femmes  |
| ------- | ------------ | ------- |
| 92 268  | 65 et plus   | 108 450 |
| 75 706  | 60-64        | 69 539  |
| 88 500  | 55-59        | 90 435  |
| 115 194 | 50-54        | 93 796  |
| 121 292 | 45-49        | 106 080 |
| 136 853 | 40-44        | 123 135 |
| 171 597 | 35-39        | 156 125 |
| 223 678 | 30-34        | 212 496 |
| 280 264 | 25-29        | 270 483 |
| 319 923 | 20-24        | 306 845 |
| 303 453 | 15-19        | 310 549 |
| 299 241 | 10-14        | 282 077 |
| 380 257 | 5-9          | 360 465 |
| 474 063 | 0-4          | 458 315 |

En 1986, le taux d'alphabétisation de la population est de 81,9 %. Comme dans le reste de l'Iran, l'alphabétisation à Téhéran a connu une évolution rapide au cours de la deuxième moitié du XXe siècle, à un niveau supérieur toutefois (61,8 % dans le reste du pays). Les progrès de l'instruction féminine permettent de faire augmenter le taux d'alphabétisation. La même année, l'âge moyen du mariage à Téhéran était de 20,7 ans, et il augmente depuis (il était établi à 25,1 ans pour l'ensemble de l'Iran en 1996). Le taux de fertilité était de 3,05 en 1991, l'espérance de vie de 68,5 ans et le taux de mortalité brut de 6 ‰.
En ce qui concerne les groupes ethniques, la composition de la population de Téhéran est similaire à celle de l'Iran dans sa totalité : la majorité des habitants sont musulmans, et il existe des petites communautés chrétiennes (Arméniens, Assyriens), Bahá'is, juives et zoroastrienne. Le persan est la langue la plus utilisée, bien qu'un quart de la population parle l'azéri.
De plus, l'instabilité au Pakistan, en Afghanistan et en Irak depuis ces dernières années a alimenté le flux des migrants en provenance de ces pays.

### Religion
La population de Téhéran est musulmane à plus de 90 %, comme le reste de l'Iran[source insuffisante].
Les minorités religieuses non musulmanes étaient historiquement implantées dans leurs régions respectives, mais les évènements du XXe siècle ont fait augmenter la proportion de membres des minorités religieuses à Téhéran, où les communautés restent dynamiques. Il existe plusieurs lieux de culte chrétiens à Téhéran, dont la cathédrale Saint-Sarkis pour l'Église apostolique arménienne, ou encore l'église Saint-Abraham, tenue par les dominicains. Les zoroastriens de Téhéran représentent ainsi 23 % de la population zoroastrienne d'Iran. Les juifs de Téhéran représentent quant à eux 64 % des Juifs d'Iran ; les Assyro-chaldéens ainsi que les Arméniens comptent les trois-quarts de leur population à Téhéran. Il n'existe que peu de données statistiques sur les pratiques musulmanes à Téhéran.
La ville compte de nombreux lieux de pèlerinages appelés imamzadeh (tombeaux de « saints hommes » du chiisme), tels que l'Imam Zadeh Saleh. Le plus important d'entre eux est le sanctuaire de Shahzadeh Abdolazim situé à Rey. Le mausolée de l'Imam Khomeini est également devenu un lieu de pèlerinage national pour les iraniens. Ce sanctuaire est situé au Sud de la ville, à proximité d'un cimetière de 400 ha appelé Behesht-e Zahra (« Paradis de Zahra »). Ce cimetière est le premier lieu qu'a visité Khomeini après son retour de Neauphle-le-Château, et accueille aussi de nombreux morts de la guerre Iran-Irak. Il existe également des cimetières chrétiens dans la ville, comme le cimetière britannique où reposent des soldats alliés de la Seconde Guerre mondiale dans le Nord de la ville, ou le cimetière polonais situé à Dulab, au Sud de la ville, datant de la même époque.
Téhéran est un lieu important dans le paysage religieux et politique iranien car c'est le lieu où se tient la prière du vendredi, dans les locaux de l'université de Téhéran. Le sermon de la prière du vendredi est prononcé par le Guide suprême de la révolution islamique lui-même (actuellement Ali Khamenei), qui est suppléé par le président du Conseil de discernement et par un autre membre du conseil, par le porte-parole de l'Assemblée des experts et par le secrétaire du Conseil des Gardiens. Le sermon de la prière du vendredi de Téhéran, retransmis à la télévision iranienne, sert de véhicule aux messages que veut faire passer le régime iranien à la population. L'audience de cet évènement religieux hebdomadaire a décliné depuis les débuts de la république islamique.

### Enseignement supérieur
Depuis la fondation de Dar-ol Fonoun en 1851, Téhéran a vu se développer nombre d'institutions d'enseignement supérieur. L'université de Téhéran, fondée en 1933, est la première université d'État iranienne, et également la plus grande université du pays. Il existe maintenant une cinquantaine d'institutions d'enseignement supérieur à Téhéran.
| - Université de technologie K.N.Toosi - Université Allameh Tabatabaii - Université de technologie Amirkabir (Polytechnique de Téhéran) - Université Alzahra - Université Imam Hossein - Université Imam Sadeq - Institut d'études en physique théorique et en mathématiques - Université de sciences médicales d'Iran - Université de science et de technologie d'Iran - Université islamique libre de Karaj - Université islamique libre de Roodehen - Université islamique libre de Téhéran - Sciences médicales - Université islamique libre de Téhéran - Nord - Université islamique libre de Téhéran - Sud - Université islamique libre de Téhéran - Centre - Université islamique libre de Téhéran - Région un - Université islamique libre de Shahr-e-Rey - Université Shahed - Université Shahid Beheshti - Université de sciences médicales Shahid Beheshti - Université de technologie Sharif - Université Tarbiat Modares - Université de sciences médicales de Téhéran - Institut d'enseignement supérieur virtuel Farabi | - Université Tarbiat Moallem - l'Université d'Art - Université des sciences de la réhabilitation et de la protection sociale - Université de Téhéran - Université de l'Imam Reza - Faculté du Hadith de Téhéran - Université pour officiers de l'armée Imam Ali - Université de technologie complète - Université de sciences appliquées et de technologie de Téhéran - Faculté de l'Environnement de Téhéran - Université Bagher Aloloum - Université Internationale de l'Iran - Faculté de Télécommunications de l'Iran - Université médicale pour l'armée de la république islamique d'Iran - Université de technologie Malek-Ashtar - Université de Police NAJA - École des affaires économiques - École des relations internationales - Université de sciences médicales Shahed - Université d'ingénierie aéronautique Shahid Sattari - Institut de recherche de l'industrie du pétrole - Institut des polymères et de la pétrochimie d'Iran - Institut de technologie de l'énergie et de l'eau - Université de sciences médicales Baqiyatallah |

Les universités de Téhéran, comme dans tout l'Iran, sont contrôlées par l'État. Malgré ce fait, elles restent des foyers d'opposition au pouvoir, et particulièrement à Téhéran où la population étudiante est la plus nombreuse du pays. Les étudiants, qu'ils soient islamistes ou non, contestent les politiques et les pratiques du gouvernement depuis la fin de la guerre avec l'Irak (1988). Durant l'été 1999, les protestations donnent lieu à un soulèvement étudiant dont le point de départ est à l'université de Téhéran et qui s'étend à d'autres universités du pays. Les protestations ne durent que 6 jours, sont violemment réprimées, mais secouent la république islamique. En 2003, de nouvelles protestations étudiantes ont lieu en marge du quatrième anniversaire de ce soulèvement, cette fois-ci encore plus revendicatrices et appelant à la chute de la théocratie islamique. Comme pour le soulèvement précédent, les universités de Téhéran sont à l'origine de ce mouvement.

### Pauvreté et bidonvilles
En 1995, environ 27 % de la population de Téhéran vivait sous le seuil de pauvreté. Les populations pauvres de Téhéran sont tout de même plus favorisées que les populations pauvres du reste de l'Iran. En effet, l'IDH de Téhéran est de 0,842 comparé à 0,758 pour le reste du pays en 1996 ; le taux d'alphabétisation (84,7 %) et l'espérance de vie (70,5 ans) des habitants de Téhéran sont également les meilleurs d'Iran.
Les populations pauvres, appelées mostazafin (en persan : ﻣﺴﺘﻀﻌﻔﻴﻦ, « déshérités »), habitent en majorité dans le sud de la ville, souvent dans des bidonvilles. Les implantations informelles des bidonvilles sont appelées zageh et leurs occupants koukhnishinān (en persan : ﻛﻮﺥﻧﺸﻴﻨﺎﻥ, « ceux qui habitent sur la pierre »). Certaines sources évoquent 3 millions d'habitants de bidonvilles dans et autour de Téhéran, dans plus de 200 communautés informelles. Le bidonville d'Islamshahr (composé de Islamshahr avec 350 000 habitants et Chahar Dangesh avec 250 000 habitants) serait le 21e plus grand bidonville au monde. Les bidonvilles de Téhéran sont en majorité occupé par des immigrants, des réfugiés d'origine étrangère (30 % des réfugiés en Iran vivent à Téhéran) et des squatteurs. Le développement de ces bidonvilles a majoritairement procédé d'une « urbanisation pirate », menée par des populations pauvres, qui infiltrent la ville pacifiquement et à petite échelle,.
Le phénomène du squat est parallèle à l'urbanisation rapide de Téhéran dans les années 1970. Les premiers affrontements entre la police et les squatteurs ont eu lieu en 1977. La Révolution iranienne de 1979 donne un nouvel élan au phénomène : les populations défavorisées occupent des terrains à la faveur de la révolution, et l’habitat révolutionnaire se développe alors à la périphérie de la ville, les maisons sont construites illégalement, le plus souvent durant la nuit. Au début des années 1980, 100 000 foyers se trouvent à Gowdinishinan et dans les squats. En 1986, plus de vingt nouvelles communautés ont émergé au bord de la ville (aux limites du réseau de bus), pour une population de plus de 460 000 habitants. Les facteurs poussant les populations défavorisées à s'installer à Téhéran sont divers : la guerre Iran-Irak cause le déplacement de 2,5 millions de personnes en Iran ; les réfugiés afghans sont deux millions à venir s'installer en Iran à partir des années 1980, dont 120 à 300 000 à Téhéran ; l'exode rural des iraniens pousse 1,5 million d'entre eux vers la capitale. Les nouveaux venus squattent puis réclament des services de la municipalité (eau potable et électricité notamment) par des pétitions, des manifestations et des sit-ins, des campagnes souvent menées par des femmes. Si cela ne suffit pas, les squatteurs réalisent alors des connexions illégales.
Le gouvernement ou la municipalité prévoit parfois de détruire les bidonvilles. Les destructions programmées ont donné lieu à des insurrections de ces squatteurs pauvres : en août 1991, à Bagher Abad (au sud de Téhéran), les destructions programmées ont causé des insurrections ; des policiers ont été caillassés et des voitures brûlées. En mars 1992, 300 vétérans de guerre handicapés manifestent et sont rejoints par des squatteurs récemment expulsés, ce qui provoque émeutes et pillages. Deux manifestants et six policiers meurent, trois cents personnes sont arrêtées, et quatre d'entre elles seront par la suite exécutées. En 1995, des émeutes éclatent à Eslamshahr. Il y aurait de nombreuses manifestations de moindre ampleur, méconnues car faisant partie du quotidien.

### Médias

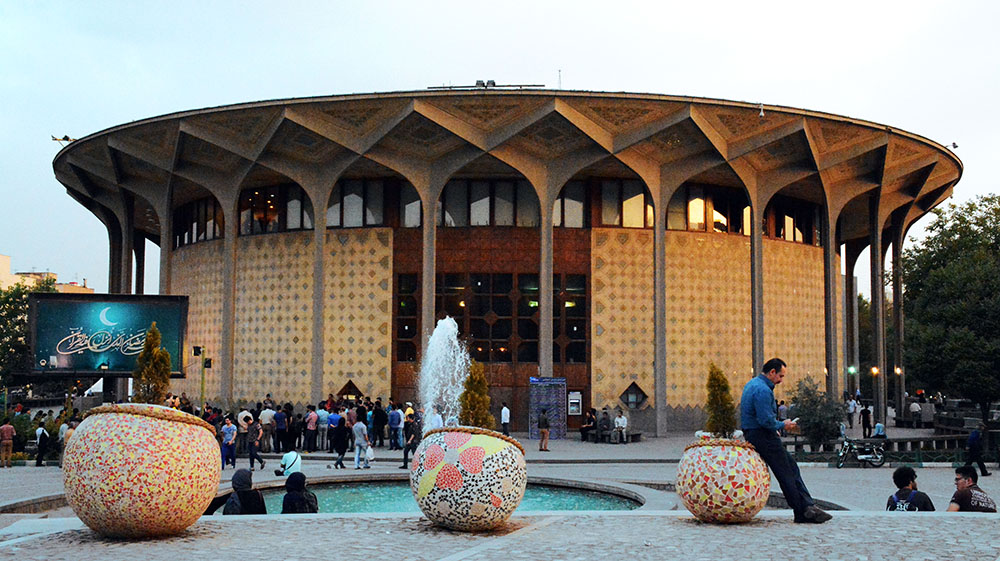
Théâtre municipal de Téhéran.

Téhéran est le siège de l'IRIB, la Radio-télévision de la république islamique d’Iran ; la ville accueille également les sièges de nombreux journaux nationaux comme Keyhan, Ettelaat, Jam-e Jam, Iran, ou encore Iran daily et le Tehran Times qui sont publiés en anglais.
La municipalité de Téhéran a fondé un quotidien qui lui appartient, Hamshahri, qui est également le quotidien le plus lu d'Iran (400 000 tirages).
L'IRIB diffuse depuis 1998 Tehran TV uniquement dans la province de Téhéran. Cette chaîne est connue par les habitants de Téhéran comme la « cinquième chaîne » (Tehran TV était en effet la cinquième chaîne à être disponible à Téhéran) et diffuse des programmes très populaires parmi les téléspectateurs téhéranais (Pavarchin par exemple).
Les antennes paraboliques permettant de capter les chaînes étrangères ont fleuri d'abord sur les toits de Téhéran à partir de 1993. Bien qu'interdites depuis une loi de septembre 1994, leur expansion est croissante et se concentre surtout à Téhéran et dans les grandes villes de province. Les autorités sont inquiètes de cette expansion et de l'enthousiasme des populations citadines pour les paraboles ; les programmes diffusés par satellite depuis l'étranger ne peuvent en effet être contrôlés par les services gouvernementaux.

### Personnalités liées à Téhéran
- Abbas Kiarostami (cinéaste)
- Abdul Karim Soroush (philosophe)
- Abol-Ghasem Kashani (dignitaire chiite)
- Ali Amini (homme politique)
- Ali Akbar Dehkhoda (linguiste)
- Ali Parvin (joueur de football)
- Amir D-va (poète)
- Amir Tataloo (musicien).
- Ardeshir Zahedi (homme politique)
- Armen Hakhnazarian (architecte, fondateur du Fonds de recherche sur l’architecture arménienne)
- Bita Farrahi (actrice)
- Bozorg Alavi (écrivain et homme politique)
- Ebrahim Hamedi (Ebi) (musicien)
- Farnaz Ghazizadeh (journaliste et animatrice de télévision iranienne)
- Fereshteh Molavi (femme de lettres)
- Féri Farzaneh (écrivain)
- Forough Farrokhzad (poétesse)
- Gholam Ali Haddad-Adel (homme politique)
- Gholam-Reza Pahlavi (prince d'Iran)
- Hassan Ali Mansour (homme politique)
- Hassan Moghadam (écrivain iranien)
- Hosein Ala' (homme politique)
- Hourie Ipékian (poétesse)
- Jalal Al-e-Ahmad (écrivain)
- Leila Hatami (actrice)
- Mehdi Mahdavikia (joueur de football)
- Mehdi Sojoudi Moghaddam (écrivain iranien)
- Meka Brunel, femme d'affaires franco-iranienne,
- The Iron Sheik (ancien catcheur de la WWE)
- Mírzá Husayn-'Alí (leader religieux, fondateur du bahaïsme)
- Mohsen Makhmalbaf (cinéaste)
- Mostafa Chamran (révolutionnaire et homme politique)
- Nasser Fakouhi (anthropologue, écrivain et traducteur iranien).
- Niki Karimi (actrice et cinéaste)
- Negzzia (mannequin et autrice)
- Sahraa Karimi (réalisatrice)
- Samira Makhmalbaf (cinéaste, fille de Mohsen Makhmalbaf)
- Simin Behbahani (écrivaine)
- Shirin Ebadi (juriste, prix Nobel de la paix 2003)
- Taj Saltaneh (princesse et féministe)
- Minoo Mohraz (femme médecin, chercheuse et spécialiste du SIDA),
- Homayoun Sanaatizadeh (écrivain, traducteur, entrepreneur)
- Amir Shapourzadeh (footballeur germano-iranien)
- Farzaneh Sharafbafi (femme d'affaires iranienne).
- Shakila (vocaliste et maître de la musique iranienne).
- Sheema Kalbasi (artiste et militante)
- Parya Vatankhah (artiste)
- Vartan Hovanesian(architecte).

### Sports

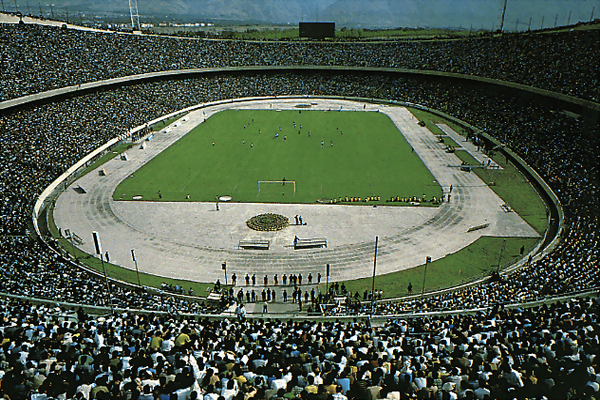
Stade Azadi.

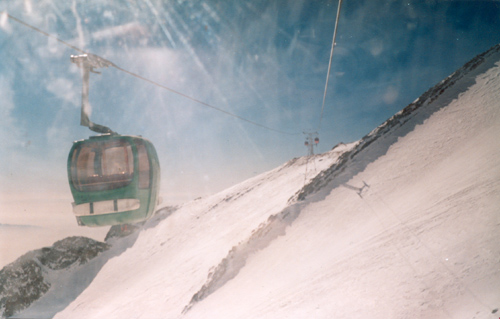
Les télécabines du mont Tochal conduisent skieurs et touristes à 3900 m, dans les montagnes surplombant Téhéran.

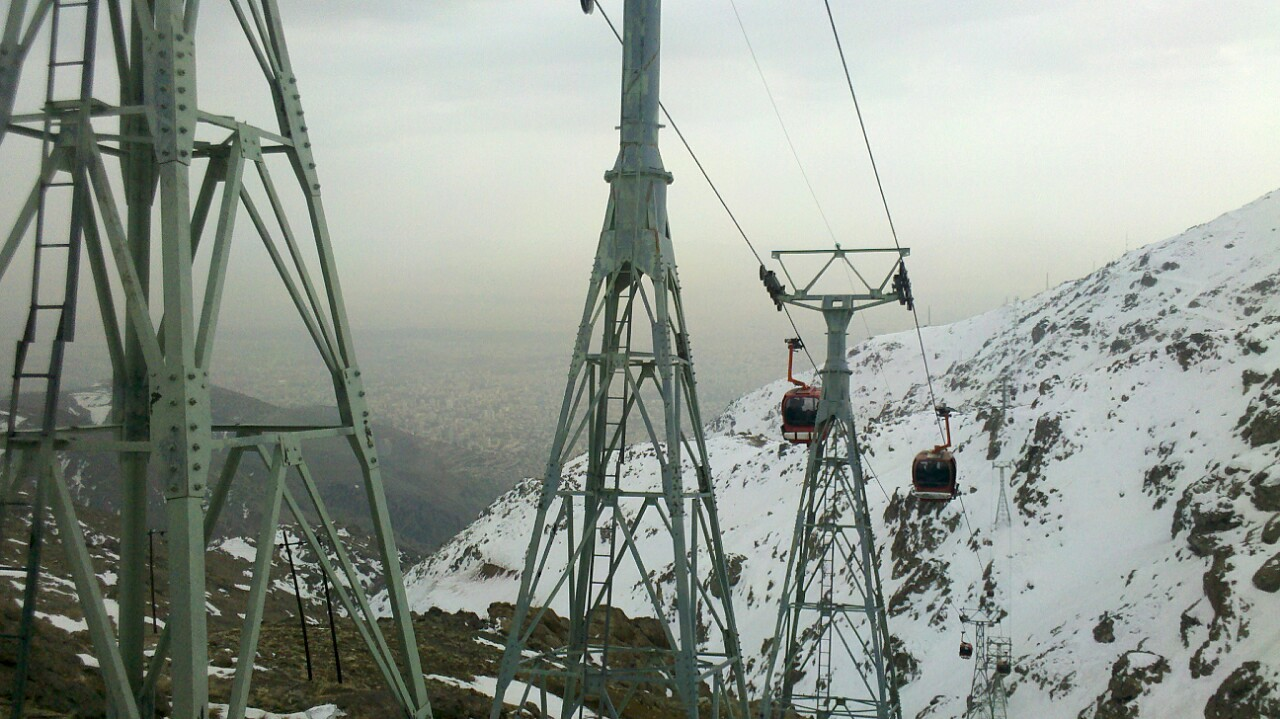
Les télécabines du mont Tochal.

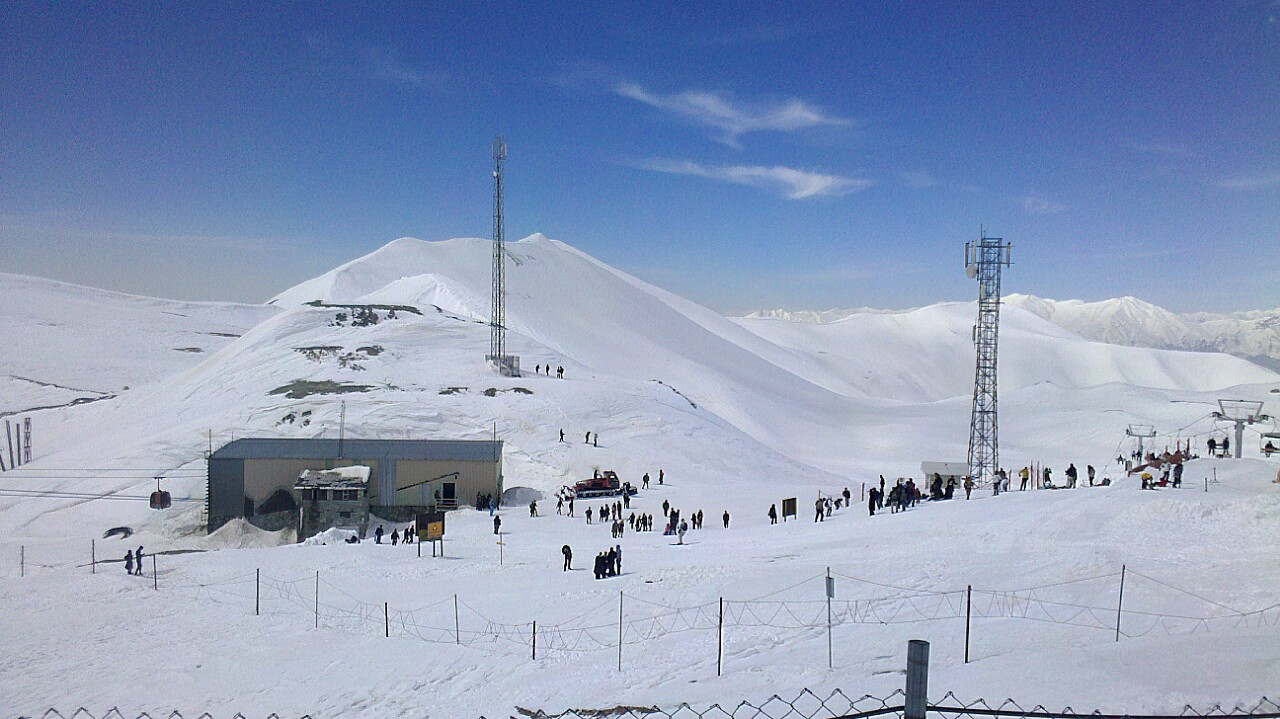
La station de ski Tochal en mars.

Téhéran a été la première ville du Moyen-Orient à accueillir les 7e jeux asiatiques en 1974, qui ont vu la participation de 3 010 athlètes venus de 25 pays.
C'est à Téhéran qu'est situé le stade de football national, au Complexe sportif Azadi, qui a une capacité de 100 000 places. En 2005, la FIFA a imposé à l'Iran de limiter le nombre de spectateurs autorisés à rentrer dans le stade à cause de procédures de sécurité inadéquates qui ont causé la mort de plusieurs supporters en mars. Les autres stades d'importance à Téhéran sont les stades Shahid Dastgerdi, Takhti et Shahid Shirudi. Téhéran comptait en 2016 cinq clubs de football évoluant en première division iranienne :
- Esteghlal
- Persépolis
- Saipa
- Naft
- Rah Ahan

À dix minutes de Téhéran se trouve la station de sports d'hiver de Tochal, construite en 1976. Elle s'étend entre 2 820 m et 3 850 m d'altitude, et est accessible par une télécabine partant du Nord de Téhéran qui compte 3 stations intermédiaires. La hauteur et la position de la station lui permettent d'être enneigée 8 mois par an. Un complexe sportif est situé au pied de la télécabine, il accueille des activités diverses : tir à l'arc, gymnastique, tennis, escalade, paintball.
À proximité de Téhéran se trouvent également les stations de sports d'hiver de Dizin et Shemshak.

### Le phénomène «drogues» à Téhéran
L'Iran a été un pays producteur et consommateur d'opium pendant des siècles. En 1949, les consommateurs de drogues représentaient 11 % de la population ; les consommateurs réguliers d'opium étaient 1,3 million et 500 fumeries d'opium existaient alors à Téhéran.
Téhéran est situé sur la route empruntée par l'opium et l'héroïne en provenance d'Afghanistan et du Pakistan. Les routes principales du trafic passent en effet par le Khorassan et le Sistan et Balouchestan, des régions montagneuses et inhospitalières, avant de continuer vers Téhéran, puis vers la Turquie, d'où la drogue part pour l'Europe par la « route des Balkans ». Les saisies d'opium faites en Iran représentent ainsi 25 % des saisies mondiales d'opium.
En 1999, il a été estimé que 240 000 habitants de Téhéran étaient des usagers de drogue. Ce chiffre pourrait être très en deçà de la réalité, puisque le taux de prévalence d'un usage d'opium très occasionnel y est estimé à 60 % par un rapport conjoint du ministère de la santé et des Nations unies. En 2002, 150 à 200 revendeurs et usagers sont arrêtés chaque jour à Téhéran.
La migration à l'intérieur du pays, l'urbanisation, la délinquance et les problèmes sociaux ont augmenté, laissant place au développement et à l'expansion des problèmes liés aux drogues. Les causes sont multiples : les drogues sont largement disponibles (opium, héroïne, haschich ; de plus, la cocaïne et les drogues de synthèse ont fait leur apparition), la dépression est courante, le chômage touche 14 à 25 % de la population selon les estimations. D'autres causes sont aussi avancées ; notamment, Samii rapporte les propos d'usagers de drogue iraniens dans son article : « Les jeunes sont en train de devenir des drogués. Nous n'avons pas de liberté, pas de travail, nulle part où aller pour nous amuser. Alors nous sommes drogués. ».
On peut aujourd'hui constater l'apparition d'une politique de réduction des risques en Iran, et particulièrement à Téhéran où le mouvement est le plus notable : ouverture d'un centre important de traitement ambulatoire, mise en place de programmes permettant de délivrer des traitements de substitution, prévention du SIDA chez les toxicomanes, etc..

## Culture

### Architecture et urbanisme

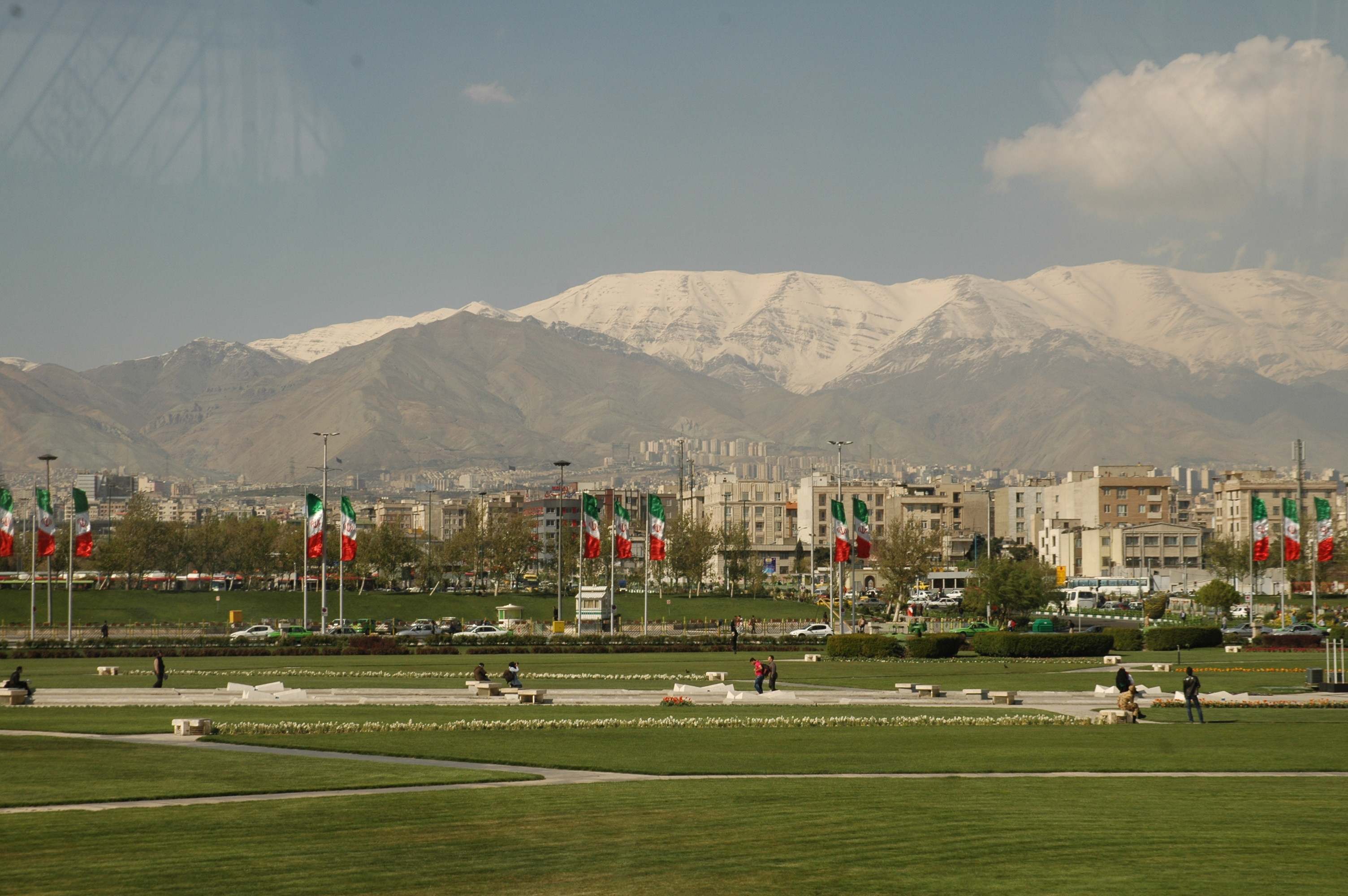
La Place Azadi
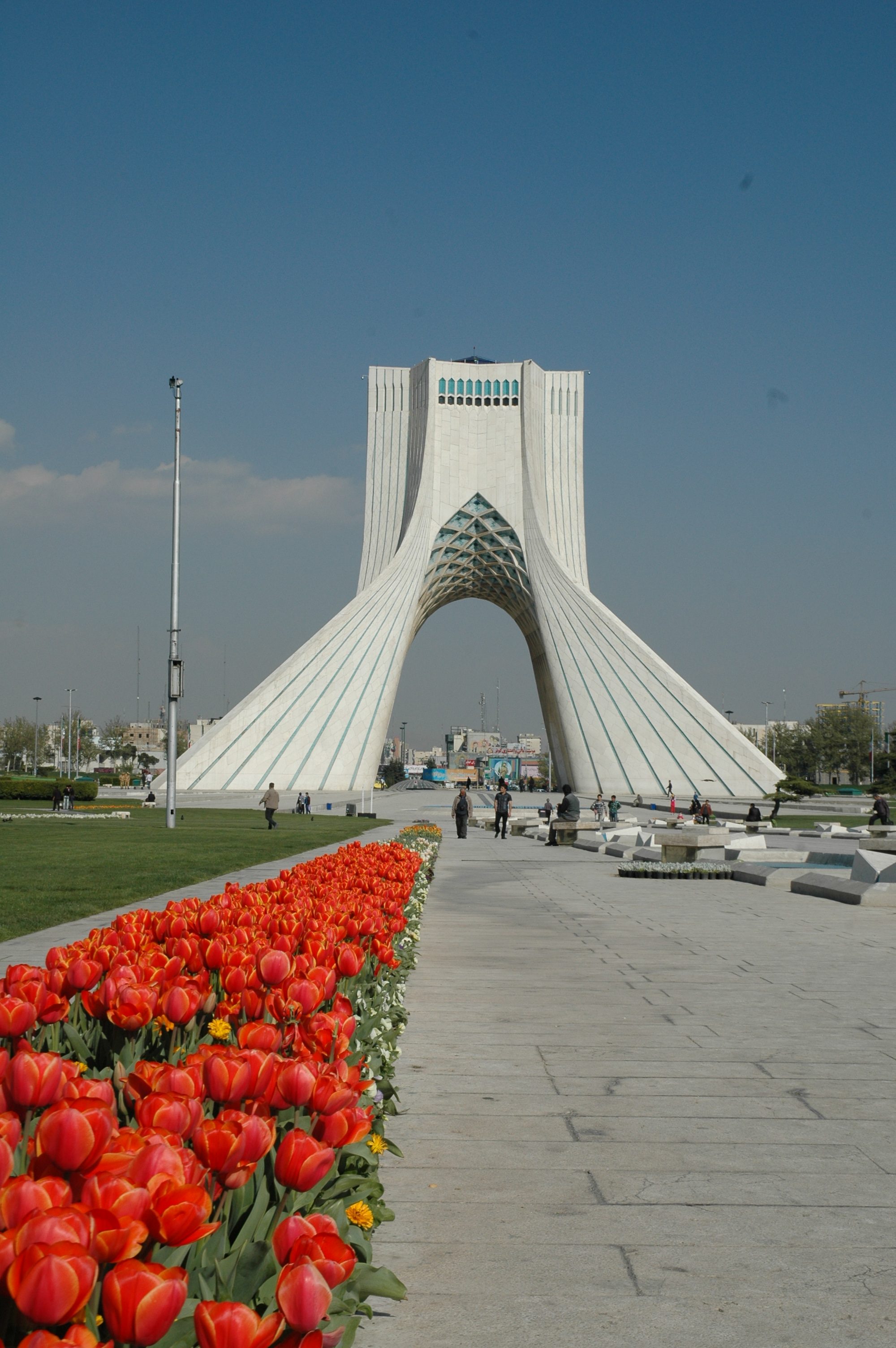
La Tour Azadi sur la Place Azadi
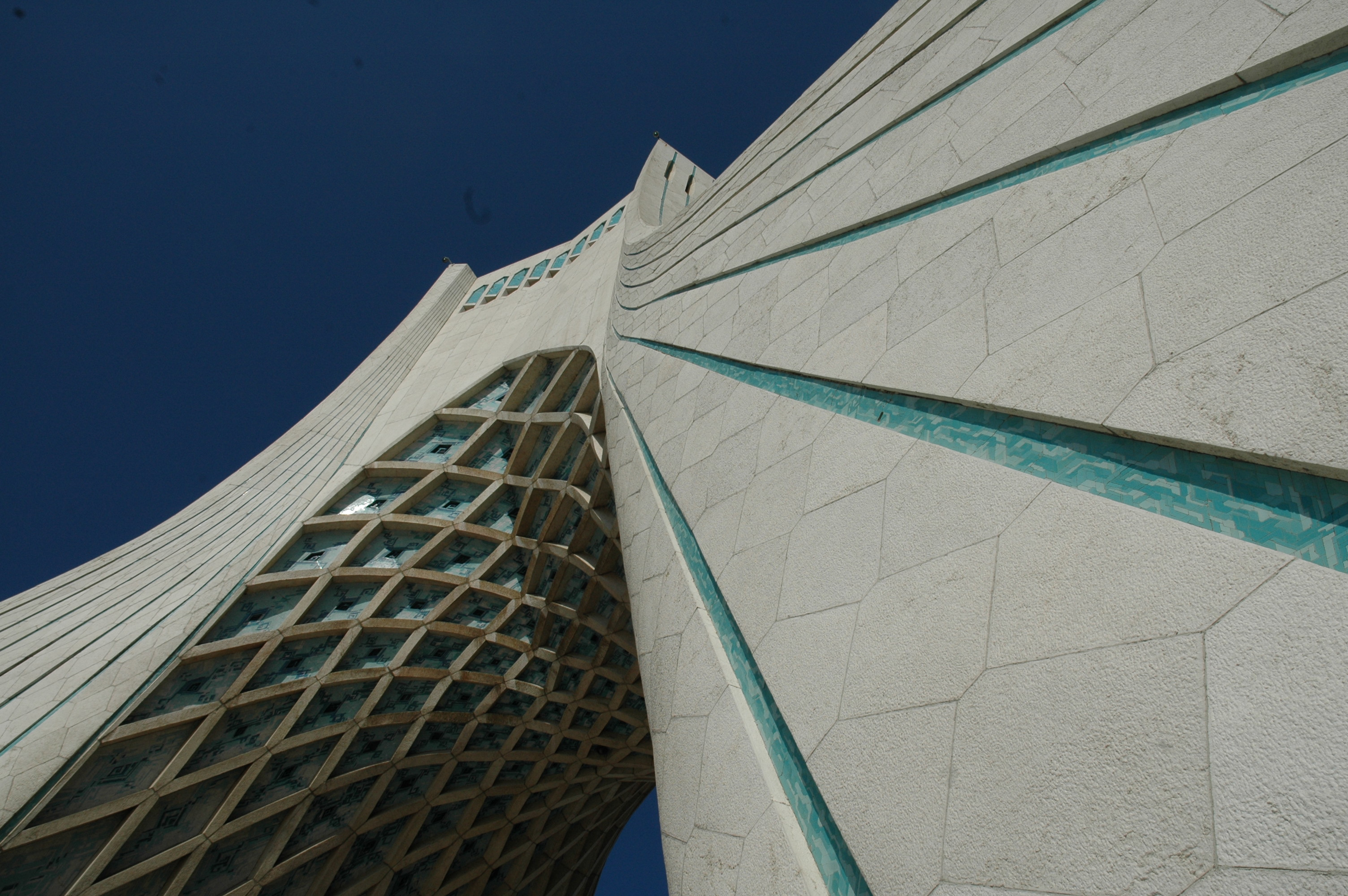
La Tour Azadi d'en bas
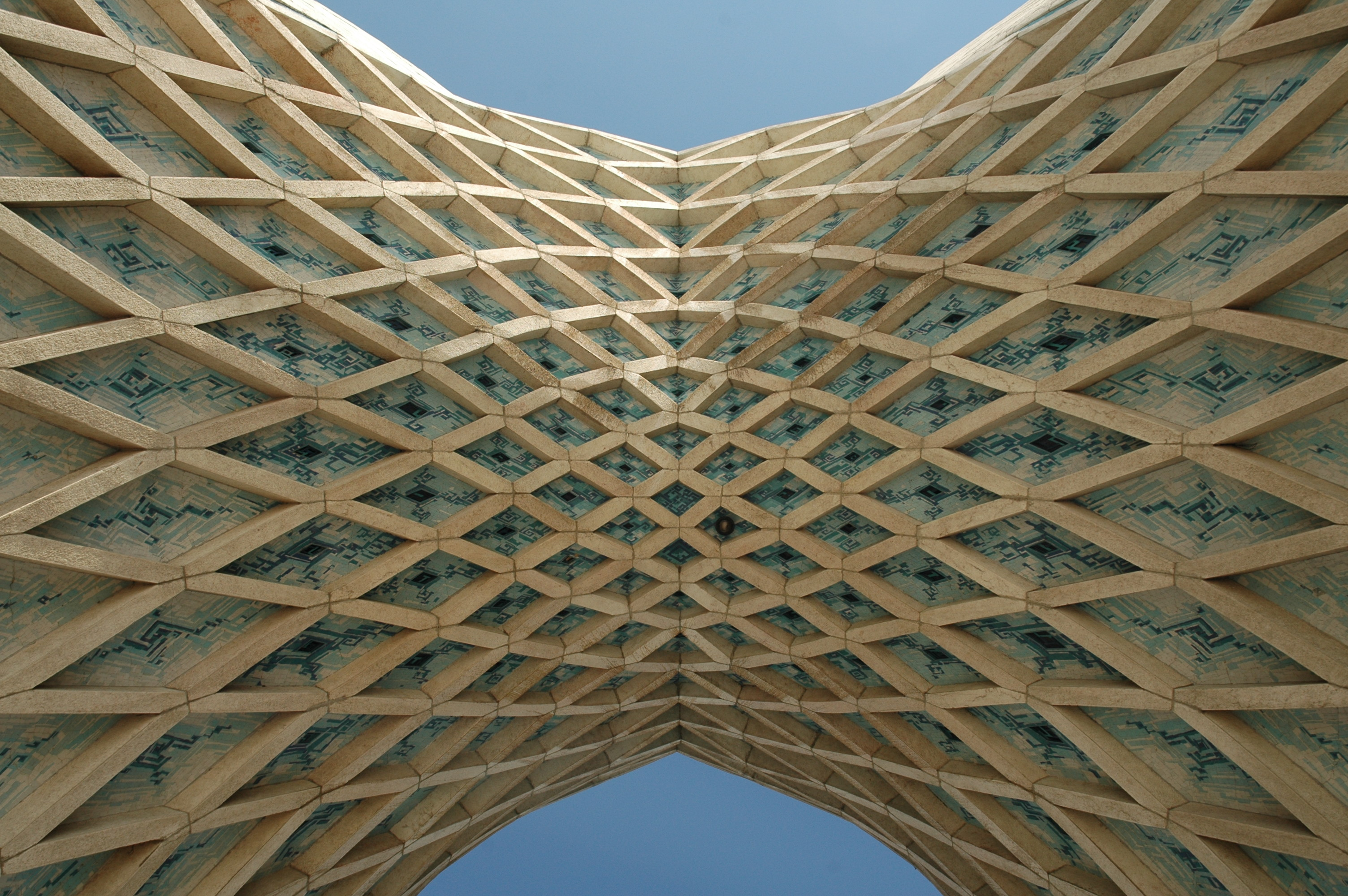
Détail architectural de la Tour Azadi

Téhéran est une ville récente en comparaison d'autres villes importantes d'Iran, les quelques monuments anciens se trouvent à Ray à la limite Sud-Est de la ville. Dans Téhéran même, les monuments les plus anciens remontent à l'époque Qadjare.
Le développement particulier de Téhéran fait qu'on trouve dans le centre-ville à la fois des quartiers résidentiels et des constructions architecturales monumentales.
La ville accueille de nombreux musées et, depuis la révolution, plusieurs palais sont ouverts au public.
Au Sud-Ouest de la ville, sur la route de Qom, à proximité du cimetière Behesht-e Zahra se trouve le complexe funéraire de l'Ayatollah Khomeini.
Borj-e Milad (« la tour Milad ») est la plus haute structure d'Iran et la 6e plus grande tour autoportante du monde. Elle est située dans le quartier de Gisha. Elle contient un complexe culturel et le plus haut restaurant tournant du monde. La tour est ouverte au public depuis 2010.
Banay-e Azadi (le monument de liberté), le symbole de Téhéran (du moins avant la construction de Milad), est situé à l'ouest de la capitale.
Le grand « Bazar de Téhéran », une ville dans la ville, datant du XIXe siècle, se situe au sud de Téhéran.

#### L'Avenue Vali-ye Asr
L'avenue Vali-ye Asr est l'avenue la plus longue de Téhéran, et également une des plus grandes du monde. Elle mesure 18 kilomètres, entre la gare de Téhéran (à 1 100 mètres d'altitude sud de la ville) et la place Tajrish (à 1 600 mètres d'altitude au nord de la ville). Cette avenue voit affluer les Téhéranais de tous âges, qui viennent dans les restaurants branchés ou dans les gargotes traditionnelles pour y déguster du Kaleh Pācheh (tête de mouton), des brochettes de viande avec du riz, ou tout simplement pour se promener à l'ombre de platanes sexagénaires. Ces platanes sont plantés dans des jub, les canaux à ciel ouvert qui acheminent l'eau du massif de l’Elbrouz vers le centre de la ville.

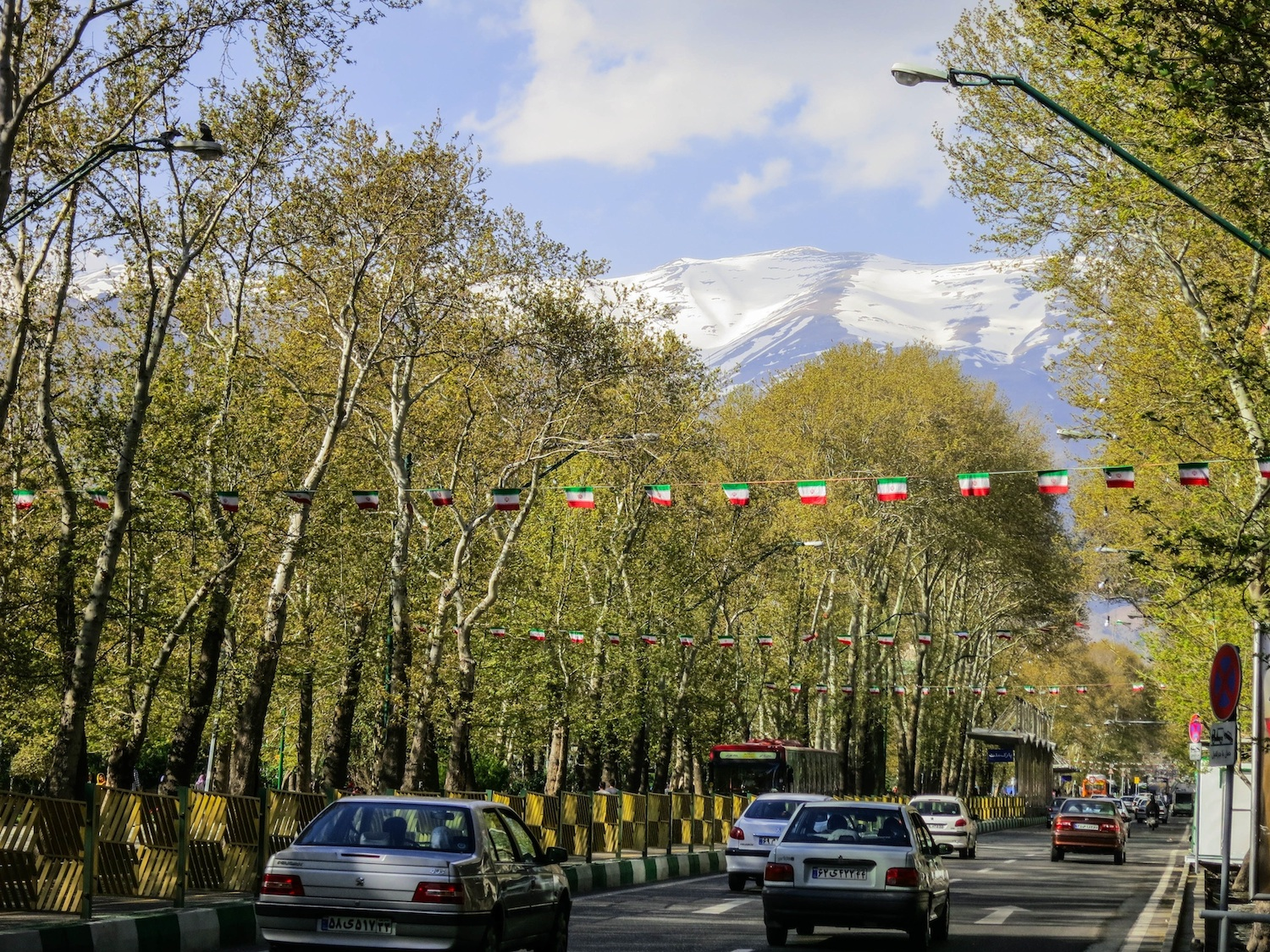
Avenue vali-ye Asr.

Le développement de l'avenue suit et relate le développement urbain de Téhéran. En 1870, l'avenue devient l'axe majeur du centre de la ville. Jusque dans les années 1950, les riches commerçants du bazar y construiront des grandes maisons. Avec la politique de travaux hausmanniens de Reza Shah, l'avenue s'agrandit sur 1,5 km vers le nord dans les années 1930 et est baptisée Avenue Pahlavi. Cette nouvelle partie de l'avenue devient le centre du quartier impérial, qui fait office de 2e centre-ville. Les grandes familles téhéranaises quittent le sud et viennent s'établir dans ce nouveau quartier huppé. La migration des élites vers le nord est aussi partiellement motivée par la recherche d'un environnement meilleur.
Dans les années 1950, sous le règne de Mohammad Reza Shah, l'avenue s'étend encore plus vers le nord, jusqu'à l'actuelle avenue Beheshti. Téhéran s'agrandit encore vers le nord, suivant l'extension de l'avenue. Dans les années 1970, l'urbanisation progresse aussi haut que possible : les villages de Vanak et Shemiran sont intégrés à la capitale. C'est dans cette partie que l'occidentalisation de l'Iran voulue par le Shah est la plus visible. On y trouvait des restaurants à l'occidentale comme le célèbre Chattanooga ou des discothèques.
Pendant le gouvernement provisoire, l'avenue est renommée « Mossadegh ». Les religieux qui viennent au pouvoir après la révolution iranienne lui donneront son nom actuel : Vali-ye Asr, signifiant « Maître du temps », en référence au Mahdi, le douzième imam chiite.
Après 25 ans de république islamique, les Téhéranais ont fait de cette avenue un espace de mixité sociale et sexuelle au sein de la société iranienne régie par les lois islamiques : les ouvriers y côtoient les jeunes cadres, les femmes en chador les jeunes filles branchées, et les jeunes s'y retrouvent pour draguer.

#### Bâtiments religieux

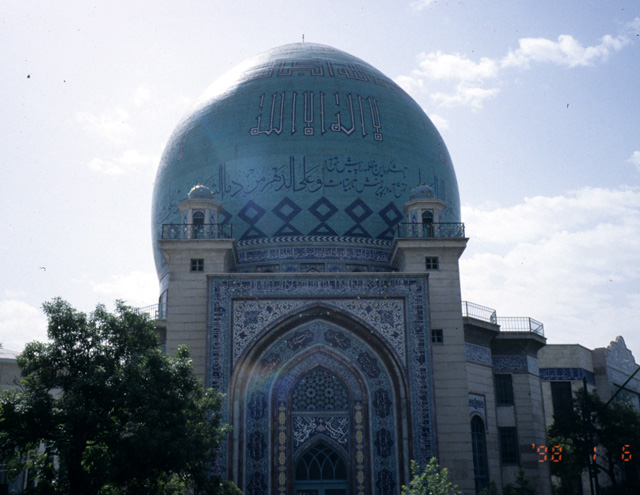
Hoseiniyeh Ershad, sur l'avenue Shariati, est un des instituts religieux majeurs de Téhéran.

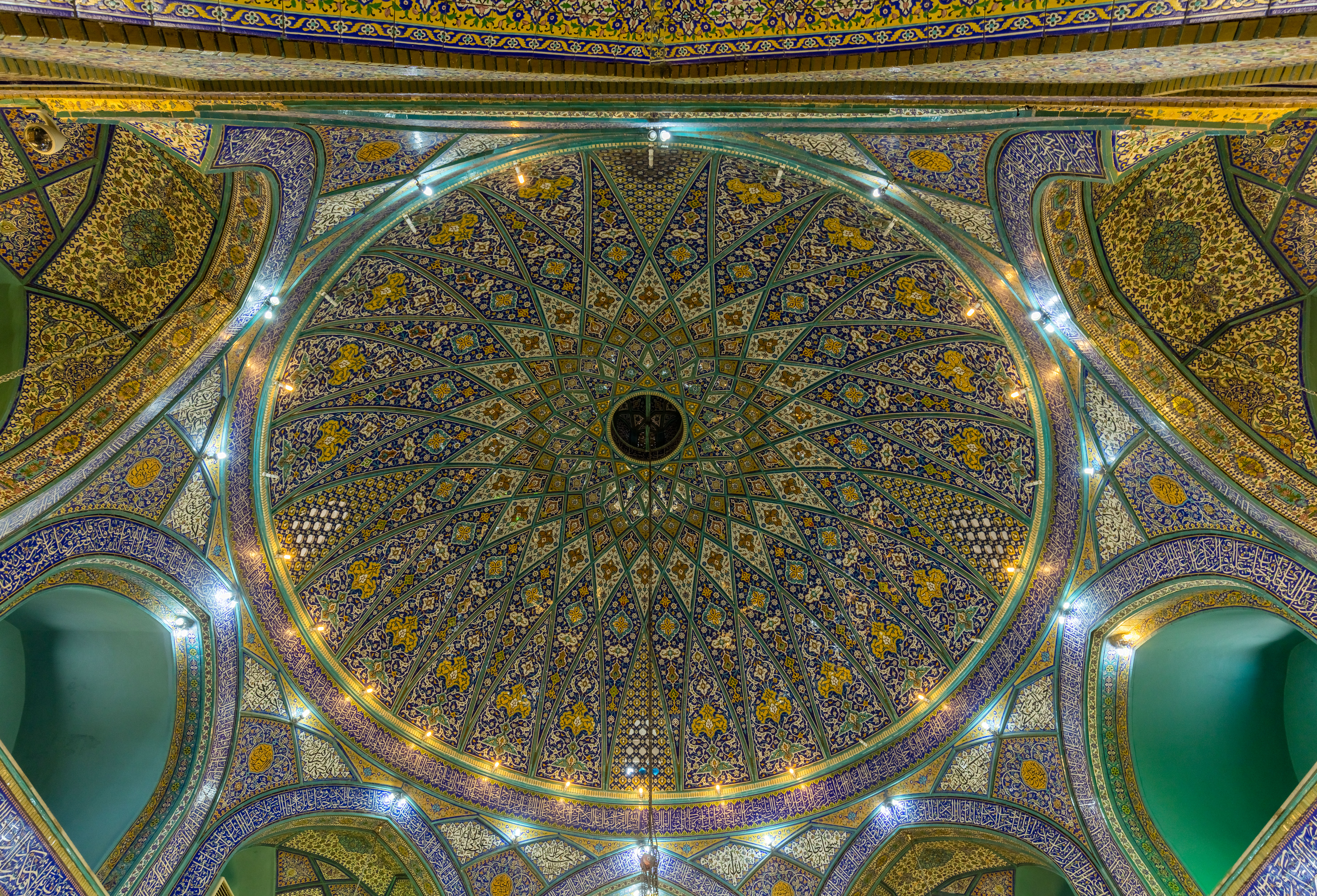
Dans la mosquée du Chah.

Il y a peu de bâtiments religieux très remarquables dans Téhéran surtout au regard de villes comme Ispahan ou Chiraz. Cela est dû en partie à la « jeunesse » relative de Téhéran en tant que capitale iranienne. On peut cependant citer quelques monuments importants du point de vue historique, culturel et architectural :
- Plusieurs mosquées historiques datent de l'époque Qadjare ; on peut citer la mosquée Soltani, la mosquée Mo'ezz o-doleh, la mosquée Haj Seyyed Azizollah, construites par Fath Ali Shah, ou encore la mosquée Sepahsalar, proche du grand bazar, datant de la même époque.
- L'Hosseiniyeh Ershad est un des principaux instituts religieux de Téhéran, son dôme bleu surplombe l'avenue Shariati.
- La mosquée de l'imam Khomeini (ex-mosquée du Chah) est complètement insérée dans le bazar sans qu'il y ait de véritable séparation entre la rue et la cour de la mosquée.
- La mosquée, et le minaret de Pamenar, qui date du XIIIe siècle, construits sous le règne de Al-e Mozaffar en l'an 793 du calendrier iranien sur commande du sultan Emad-eddin Mahmoud, sont considérés comme faisant partie du patrimoine artistique et historique de l'Iran.
- La mosquée Mosalla, une des plus grandes mosquées au monde est en construction à Téhéran. Elle a quatre minarets de 136 mètres de haut. Elle pourra accueillir plusieurs millions de personnes. La construction aurait dû s'achever en 2006. Elle n'était pas finie en 2007, mais des prières du vendredi s'y tiennent déjà[83].
- La ville compte plusieurs Tekiyeh, bâtiments où les chiites se rassemblent pour commémorer le martyre de Husayn ben Ali (appelé Hossein en Iran) ; ces cérémonies ont le nom de Tazieh.
- Du fait de la présence d'une forte communauté arménienne et assyrienne, Téhéran accueille aussi un certain nombre d'églises, comme l'église Sourp Gevork (construite en 1790), l'église Thaddée Bartoqimus (1808), l'église Enjili (1867), l'église Tatavus, une église assyrienne et une cathédrale arménienne (construite dans les années 1960) ainsi qu'une cathédrale grecque orthodoxe.
- Téhéran accueille également une proportion importante des juifs d'Iran, la ville compte plusieurs synagogues.

#### Palais

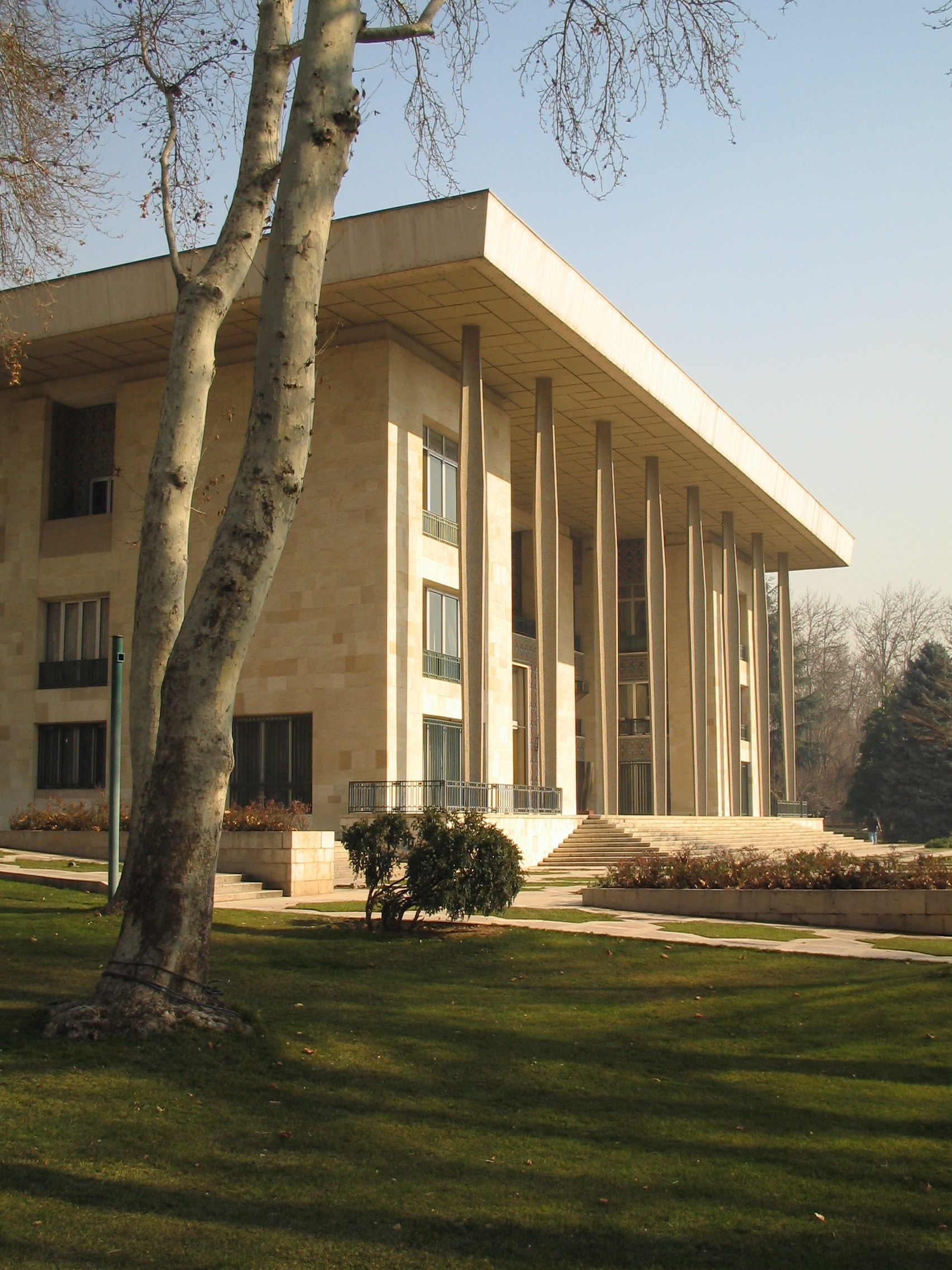
Le Palais de Niavaran, dernier palais de Mohammed Reza Shah Pahlavi.

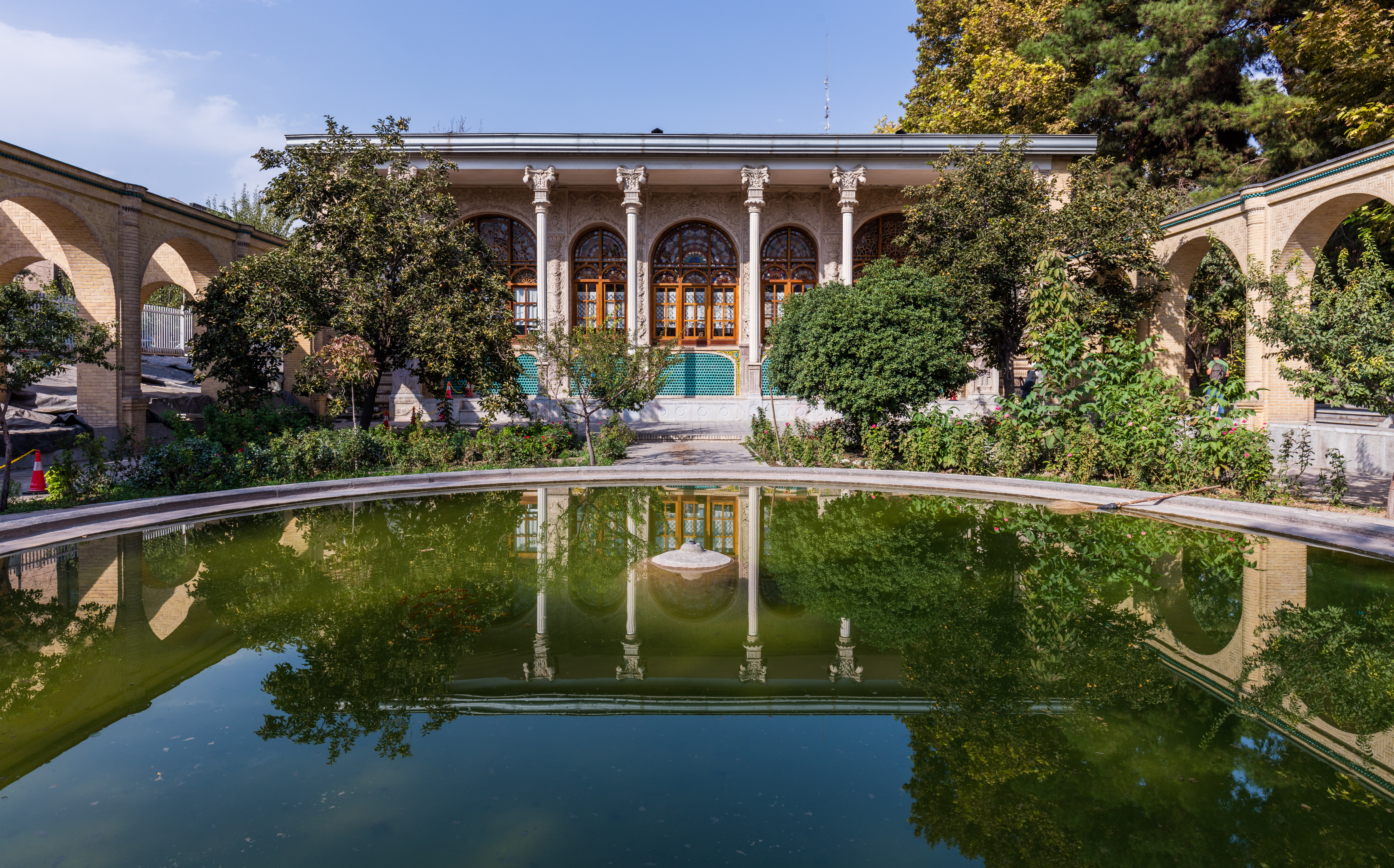
Le palais Masoudieh Mansion.

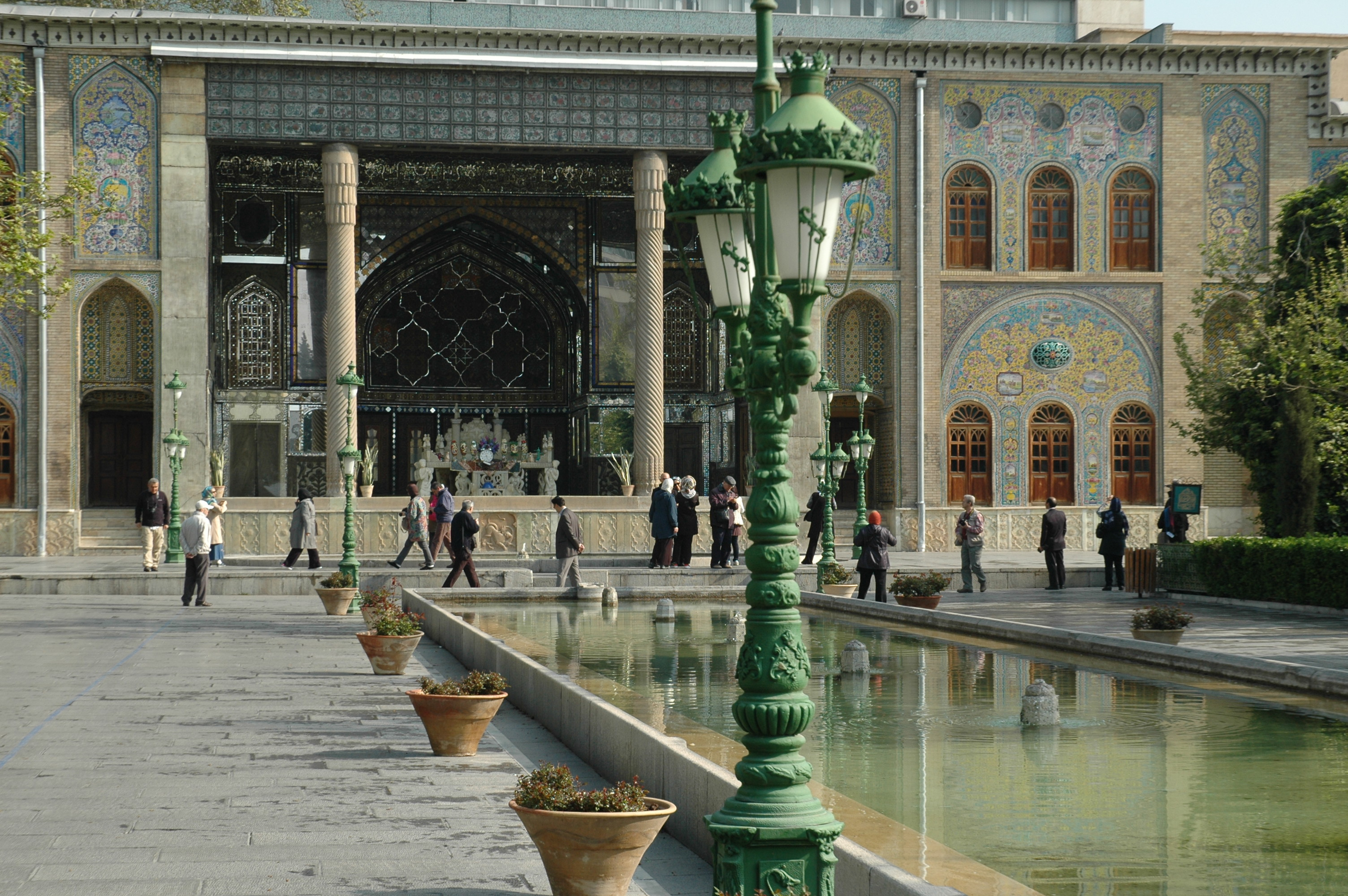
Les jardins du palais du Golestān

Le palais du Golestān est le palais de la dynastie Qadjare. C'est un vaste ensemble de bâtiments encerclant un jardin. Des restaurations dont la date de fin n'est pas connue sont en cours. Il est situé dans le quartier du Bazar.
Le palais Sa'd Âbâd était la résidence officielle de la famille Pahlavi situé dans un parc arboré sur les hauteurs de la ville contenant plusieurs monuments palatiaux, dont les plus anciens remontent à la dynastie Qadjare. Enfin, le palais de Niavaran, dernière résidence du Chah, se situe lui aussi dans un complexe contenant plusieurs monuments de l'époque Qajar, comme le palais Sāhebgharanyeh et le Koushk-e Ahmad Shahi. Ces deux ensembles palatiaux se situent sur les hauteurs du Nord de la ville, sites choisis pour leur relative fraîcheur et meilleure qualité de l'air.

#### Jardins
La superficie totale des parcs gérés par la municipalité de Téhéran est de 1 130 ha. La municipalité de Téhéran dispose d'une organisation destinée à l'entretien des parcs de Téhéran, l'Organisation des parcs citadins (City Parks Organization).
Un grand nombre de vieux jardins du Nord de Téhéran appartenaient auparavant aux résidences d'été de hauts fonctionnaires iraniens. Quand ces derniers ont fui le pays avec la révolution, le gouvernement s'est chargé de la surveillance et de l'entretien des jardins, qui ont été transformés en parcs publics.
Lors de l'industrialisation de la ville dans les années 1960, le gouvernement et la municipalité ont choisi de contrôler l'expansion de la ville en établissant des forêts périurbaines dans les zones situées au-delà des limites de la ville : 7 300 ha de forêts entourent la ville. En juillet 1973, le parlement iranien a promulgué une loi en faveur de la protection et de l'expansion des zones vertes qui interdisait la coupe anarchique des arbres, comme c'était alors le cas à Téhéran.
La culture de la population iranienne est étroitement liée à la nature et à l'agriculture et cette caractéristique se retrouve à Téhéran, où les habitants apprécient les espaces verts et participent aux programmes de plantations d'arbres.
Lorsque Qolamhossein Karbaschi était maire, il a également contribué à la création de nombreux parcs et jardins publics destinés aux habitants de Téhéran. Ces parcs et jardins sont utilisés comme lieux de rencontre, de distraction ou de pique-nique. D'après certains chercheurs, les modifications des dernières années ont accentué l'usage de l'espace public en tant que produit politique, économique et de loisirs.

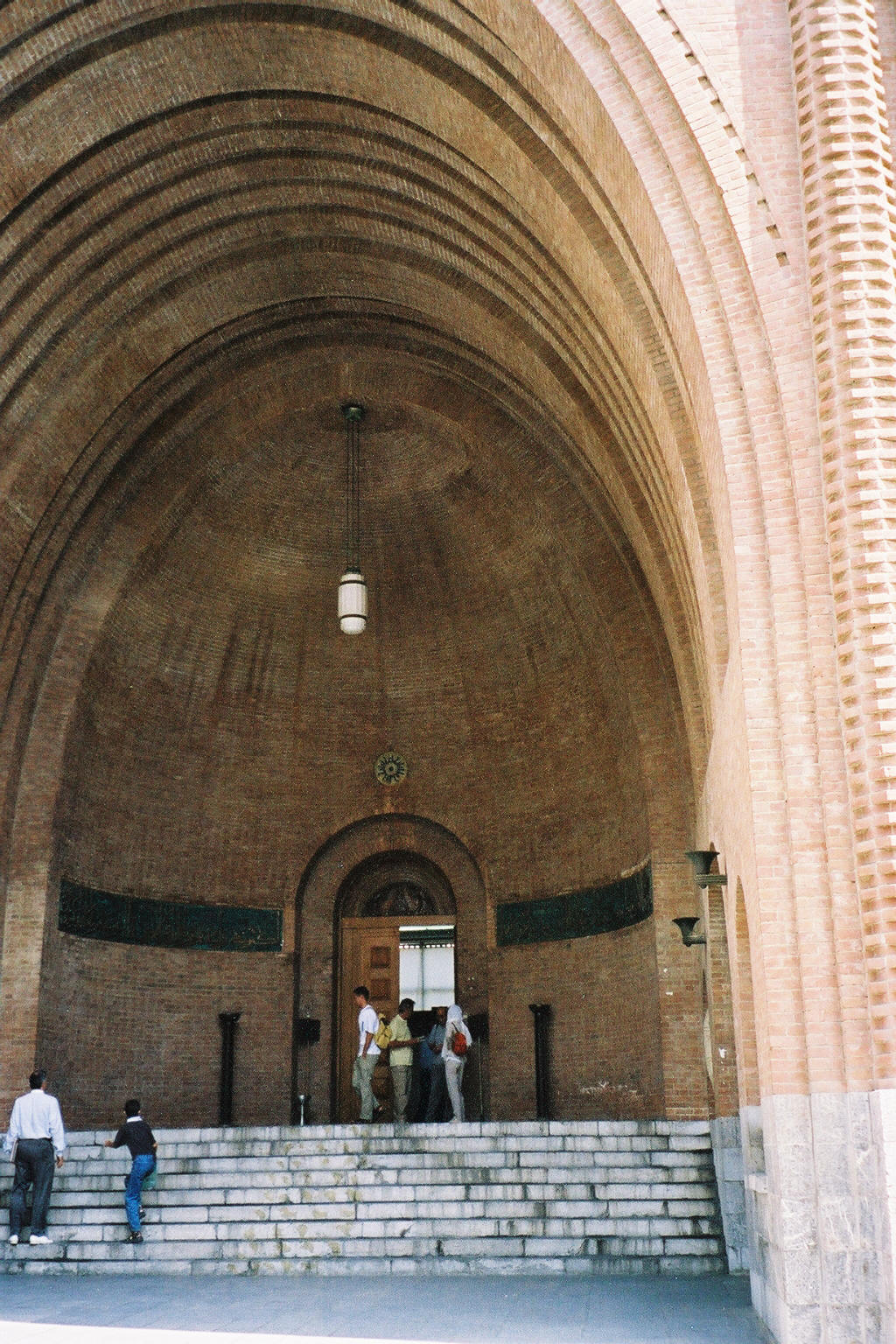
Entrée du musée national d'Iran, la voûte imite le style des voûtes sassanides.

Grands et bien entretenus, les jardins publics téhéranais sont situés dans toute la ville et sont un havre de calme dans une métropole bruyante. Les plus importants sont :
- Parc Mellat (ex Chahanchahi) dans l'avenue Vali-ye Asr. Le complexe de la Télévision nationale (IRIB) se trouve à proximité.
- Parc Lāleh (ex Farah) dans le boulevard Keshavarz. Les musées du tapis et d'art contemporain y sont accolés.
- Parc Saii, sur l'avenue Vali-ye Asr.
- Parc Danechjou (ex Valiahd) au centre de la ville. L'Opéra de Téhéran (Talar-e Vahdat) se trouve à proximité et le Théâtre de la Ville (Teatr-e Shahr) à l'intérieur du jardin.
- Parc Shahr dans le sud de la ville, près du Bazar. Il a une superficie de 24,7 ha et a été inauguré en 1960.
- Parc Niavarān aux pieds du palais du même nom au nord de la ville.
- Parc Jamchidieh au pied des montagnes surplombant la ville. C'est un des derniers jardins publics construits à l'époque Pahlavi.
- Pardisan parc d'études animales s'étendant sur plus de 250 hectares au nord-ouest de la ville.

### Musées

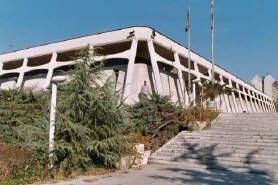
Musée du Tapis, Téhéran.

Téhéran accueille plusieurs musées majeurs de l'Iran. On peut citer les suivants :
- le musée du Verre et de la Céramique (Abgineh). L'immeuble était la maison de Ghavam os-Saltaneh, un homme politique iranien et a ensuite servi d'ambassade de l'Égypte jusqu'en 1976 ;
- le musée national d'Iran (Muzeh Iran Bastan), ou musée archéologique, détient une très riche collection sur l'Iran antique et les arts islamiques ;
- le musée d'Art contemporain est unique dans cette région du monde. Il possède quelques pièces très intéressantes des plus grands artistes contemporains comme Giacometti, Picasso… ;
- le musée du Tapis est proche du musée d'art contemporain et du grand parc public Laleh. Il présente une collection de tapis anciens ;
- le musée des Joyaux de la couronne possède une extraordinaire collection de joyaux ayant appartenu aux souverains iraniens ;
- le musée Reza Abbasi possède une riche collection de miniatures iraniennes ;
- le musée d'Histoire naturelle, situé au palais de Darabad ;
- le musée du Cinéma, qui retrace l'histoire du cinéma iranien depuis ses débuts à la fin du XIXe siècle ;
- le musée de la Poste et du télégraphe ;
- le musée de la révolution islamique et de la défense sacrée.

### Arts vivants
Téhéran inaugure sa première salle de cinéma en 1904. En 1993, on pouvait compter 74 salles de cinéma dans Téhéran. L'image cinématographique fait maintenant partie du quotidien iranien, et les Téhéranais peuvent régulièrement aller au cinéma, voir des films iraniens ou des films étrangers (tous soumis à une autorisation préalable du ministère de la Culture, appelé Ershad, et éventuellement à la censure.)

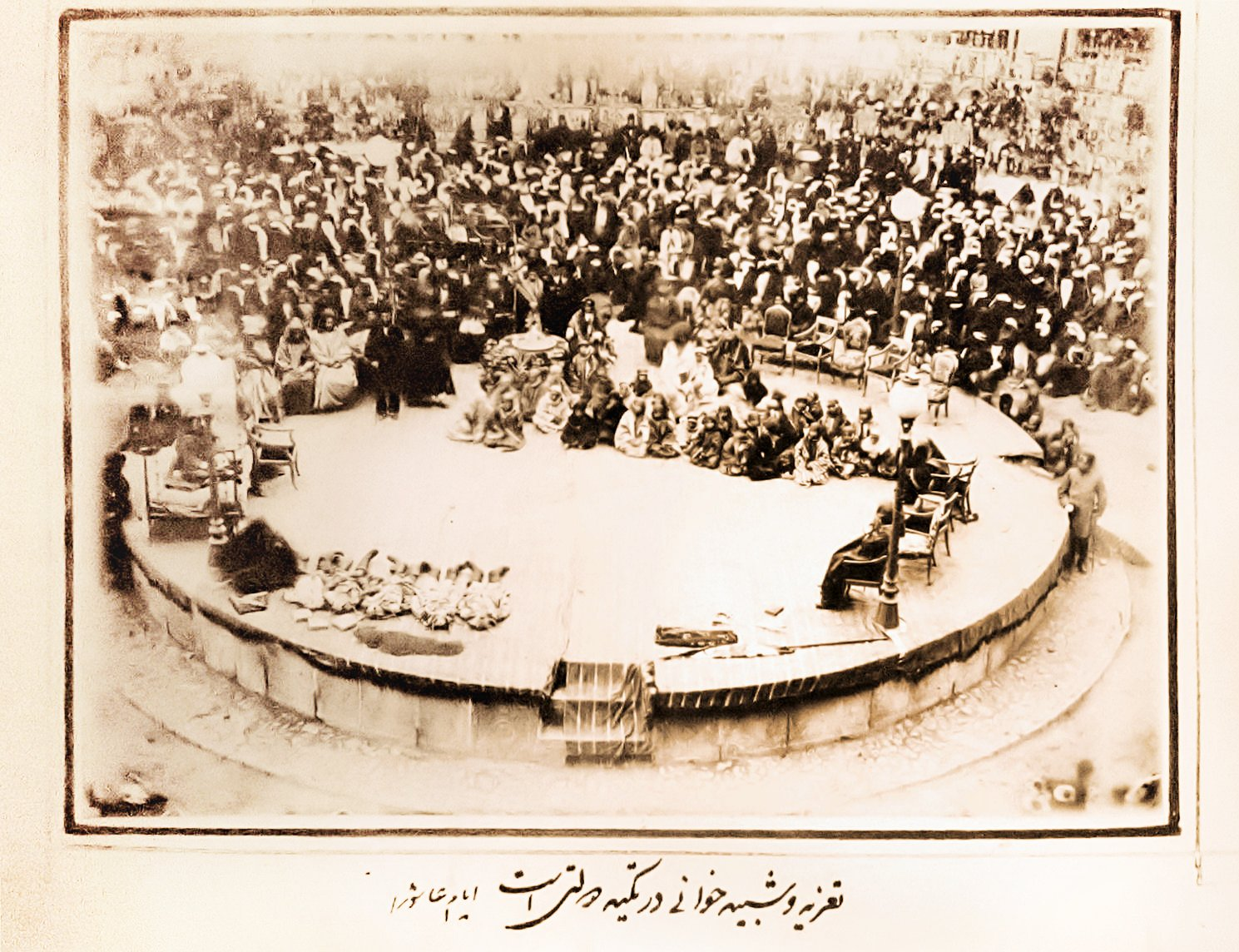
Tazieh au Palais du Golestan à la fin du XIXe siècle.

L'orchestre symphonique de Téhéran, fondé en 1937, se produit au Hall Roudaki ou à la « salle de l'Unité » (Talar-e Vahdat). Des pièces de théâtre iraniennes ou étrangères sont régulièrement programmées au Théâtre de la ville de Téhéran (Theatr-e Shahr) ou au Talar-e Vahdat depuis 1971. Le théâtre connait un certain regain de succès en Iran, partiellement causé par l'absence de lieux de rencontre entre les jeunes. Le théâtre de la ville de Téhéran a programmé 17 pièces en 1998 et plus de 35 en 1999. Le centre culturel Bahman, ouvert en 1992 dans le sud de Téhéran, programme également des pièces de théâtre. Les 3 salles de théâtre citées sont les seules à Téhéran à programmer des pièces de théâtre ; les autres centres culturels se consacrant principalement à la musique.
Une autre forme de théâtre est particulièrement notable à Téhéran, et plus généralement dans tout l'Iran, le ta'ziyeh. Le Ta'ziyeh est un genre théâtral rituel, qui trouve son origine dans des traditions religieuses chiites : les Iraniens représentent dans ces pièces le martyre de l'Imam Hossein, tué lors de la bataille de Kerbala par les troupes du calife Yazid. Ce genre est joué au cours du mois de Mouharram et particulièrement à l'occasion de l'Achoura. Ce genre théâtral a connu son apogée au cours du XIXe siècle, sous le règne de Nasseredin Shah, qui fera construire le Tekiyeh Dowlat, la salle de théâtre royale de Téhéran (qui était alors le plus grand tekiyeh d'Iran). Le Tekiyeh Dowlat n'existe plus de nos jours, mais la tradition du Ta'ziyeh reste observée à Téhéran comme ailleurs en Iran à l'occasion de l'Achoura.

### Évènements culturels
Téhéran accueille plusieurs évènements culturels d'importance. On peut citer les suivants :
- Festival international du Film Fajr, qui se tient tous les ans au mois de février depuis 1982 ;
- la foire internationale du Livre de Téhéran, qui se tient tous les ans au mois de mai depuis 1987. Sa dernière édition a permis à 900 éditeurs de présenter 75 000 titres en provenance de 55 pays[92] ;
- le Festival international d'animation, qui se tient tous les ans au mois de février depuis 2002 ;
- un Festival d'Art a lieu à Téhéran depuis 2004 (Tehran Art Expo) ;
- Téhéran accueille plusieurs biennales d'art, comme une biennale de l'affiche, une biennale de sculpture, une biennale de photographie, une biennale de peinture, de calligraphie, de dessin humoristique, etc.

## Politique

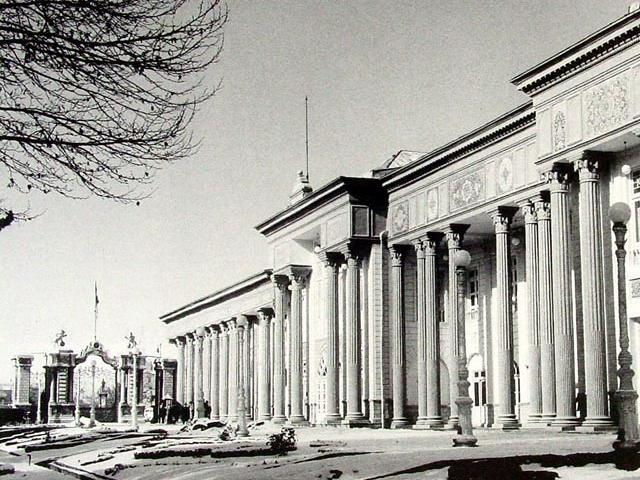
Majles (Parlement iranien) en 1956.

En tant que capitale du pays, Téhéran accueille les principales institutions de la république islamique d'Iran : le Majlis (Parlement), le Conseil des gardiens, le Conseil de discernement et l'Assemblée des experts (officiellement établie à Qom mais qui se réunit aussi à Mashhad et à Téhéran).

### Organisation de la municipalité de Téhéran
Téhéran est dirigée par le conseil municipal islamique de la ville de Téhéran
(en persan : شورای اسلامی شهر تهراﻥ, Shorā-ye Eslami-ye Shahr-e Tehrān). Ce conseil est composé de 21 personnes élues au suffrage universel. Le conseil municipal est chargé de l'élection du maire de Téhéran, de la gestion et du budget de la ville de Téhéran.
Le maire, secondé par des bureaux et commissions et par huit conseillers municipaux (détail dans le schéma ci-dessous), est chargé de la gestion de la municipalité de Téhéran.

Structure du conseil municipal de la municipalité de Téhéran.

### Changements politiques des années 1990
À la fin de la guerre Iran-Irak, le gouvernement iranien, avec la publication de son premier plan quinquennal (1989 - 1994), admet implicitement une crise de la gouvernance dans le pays : le plan souligne l'affaiblissement et la disparition de la citoyenneté en plus de nombreux problèmes économiques. La municipalité de Téhéran subit des transformations importantes sous le mandat du maire Qolamhossein Karbaschi visant à résoudre cette crise de la gouvernance dans le cadre et les limites imposés par le plan quinquennal.
Qolamhossein Karbaschi devient maire de Téhéran en 1990 et adopte rapidement une stratégie visant à renouveler le tissu urbain tout en intégrant une population désillusionnée face à ses hommes politiques. Quand Karbaschi devient maire, la population de Téhéran croît de 100 000 personnes par an. Malgré son budget subventionné par l'État, la municipalité est au bord de la faillite. Les services municipaux sont sclérosés par la bureaucratie (seul 29 % du budget est consacré aux investissements, le reste passe dans les coûts administratifs). Karbaschi met donc en place un plan de transformation de la municipalité. Il transforme les services de la ville : division par 6 du nombre d'employés, mesures de motivation du personnel et recours à la sous-traitance. Le maire planifie également de récolter des taxes pour apporter des revenus à la ville : en échange de taxes, la ville accorde des autorisations pour construire des zones commerciales, des logements d'habitation, et des implantations industrielles, ce qui lui permet de maitriser le développement de la ville.
Dans le même temps, la population est davantage associée aux décisions de la ville. Ce sont cependant surtout les détenteurs du capital investi dans le développement de la ville qui peuvent prendre part à la « participation populaire ». La ville met aussi en place son propre circuit de distribution de produits de consommation (considérés comme une opposition au bazar traditionnel), publie son journal, Hamshahri, améliore la santé publique (amélioration de ramassage des déchets, etc.), le système de transports publics. De plus, la municipalité transforme l'espace public : la création d'espaces publics qui ne sont pas contrôlés par les intérêts privés, ni par l'État est un des éléments ayant facilité l'émergence d'une société urbaine, moderne et démocratique en Iran. Karbaschi fait ouvrir le centre culturel Bahman sur le site des anciens abattoirs du Sud de Téhéran en 1992. La municipalité ouvre 138 lieux culturels, 1 300 centres sportifs, principalement dans le sud de Téhéran entre 1990 et 1995. Le nombre de parcs est également multiplié par 3,5, atteignant 628 en 1998. Ces parcs permettent à la jeunesse urbaine et moderne des deux sexes de se rencontrer à l'écart de leurs familles. Ces éléments concourent à l'émergence de normes laïques et individualistes d'une classe moyenne urbaine.

### Installations militaires de la capitale
Téhéran est le siège du ministère de la défense et des quartiers-généraux des armées régulières et organisations paramilitaires iraniennes.
Elle abrite en 2005 le quartier-général de la 1re armée de l'armée de terre d'Iran et les garnisons de la 18e division blindée, la 30e division d'infanterie, la 23e division de forces spéciales (formée entre 1993 et 1994, comprend 5 000 personnels), la 55e division parachutiste, la 351e brigade de missile sol-sol et peut-être celle de la 75e brigade logistique.
L'armée de l'air iranienne a son quartier-général sur la base aérienne de Doshan Tappeh (12e base aérienne tactique) dans l'est de la ville et dispose de la base aérienne de Mehrabad (1re base aérienne tactique) sur l'aéroport international Mehrabad dans la partie ouest de la ville abritant d'une quinzaine d'avions de combat MiG-29 et des avions de transport, de ravitaillement, de liaison de toutes les branches des forces armées et de sécurité iraniennes ainsi que de la base de Ghale-Morghi (11e base aérienne tactique), dans le sud la métropole abritant des hélicoptères de l'armée de l'air et de la police.
Les Gardiens de la Révolution islamique ont également leur quartier-général sur la base aérienne de Doshan Tappeh et déploient en 2004 leur 1re division blindée et leur 1re division d'infanterie.
Les divisions blindées de la région de Téhéran ne sont pas considérés à effectifs complets et le format des grandes unités iraniennes n'est pas homogènes.
L'armée iranienne déploie en 2009 pour la défense anti-aérienne de la capitale, entre autres, cinq batteries de S-200 Angara (code OTAN : SA-5) et cinq batteries Hawk (les militaires iraniens ne déploient généralement que trois postes de tir par batterie) ainsi que quatre sites de missiles HQ-2B/Sayyad-1 (Version chinoise et iranienne du S-75 Dvina).
L'armée dispose également du centre d'entrainement Nohet et du centre de missiles de Téhéran à Hemmat.

## Économie

### Les activités et la population
| 1976   | Actifs | Employés | Chômeurs |
| ------ | ------ | -------- | -------- |
| Hommes | 65,2   | 62,9     | 2,3      |
| Femmes | 9,9    | 9,4      | 0,5      |
| Total  | 39,3   | 37,8     | 1,5      |
| 1986   | Actifs | Employés | Chômeurs |
| Hommes | 67,4   | 58,6     | 8,8      |
| Femmes | 9,2    | 6,8      | 2,4      |
| Total  | 38,9   | 33,3     | 5,6      |

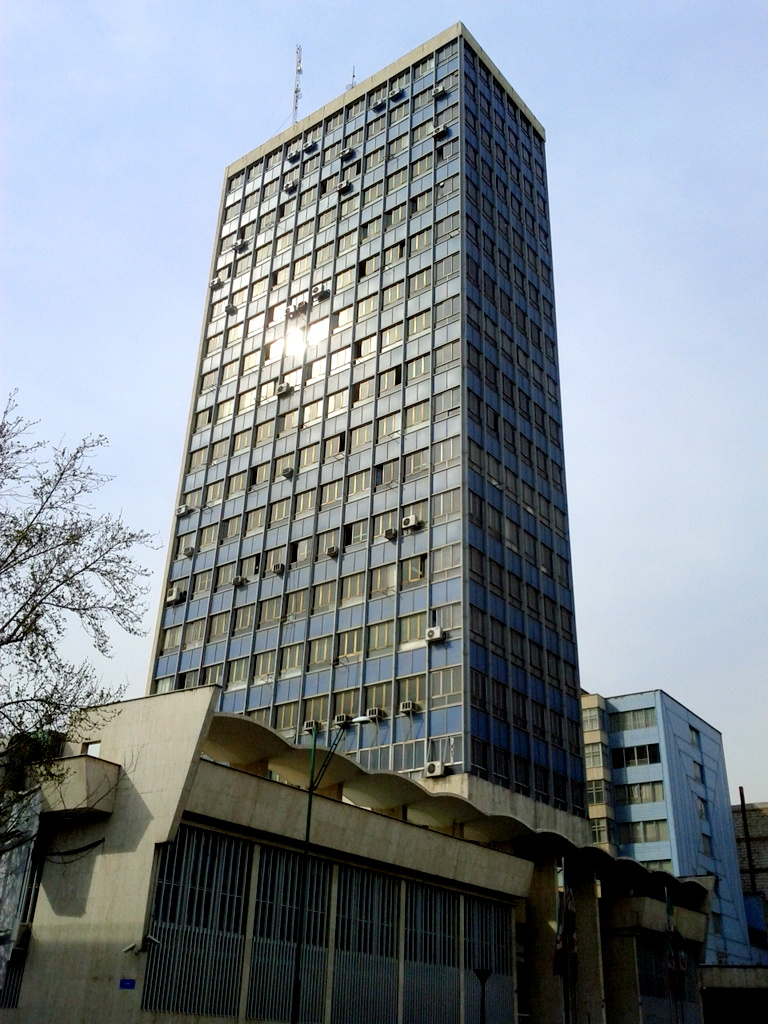
Bourse de Téhéran.

Avant que Téhéran ne devienne la capitale de l'Iran au XVIIe siècle, c'était un grand village orienté vers l'agriculture, avec ses fermes, ses vergers et ses sources. Son économie était alors basée d'une part sur l'agriculture, d'autre part sur les zones urbaines (siège des organismes militaires et politiques du pays), dont les revenus provenaient majoritairement des impôts perçus dans les régions.
L'exploitation pétrolière au XXe siècle a changé les bases économiques du pays, lui permettant également de s'industrialiser. L'exploitation pétrolière a également permis une forte croissance des revenus du pays, entraînant alors la prospérité de la ville qui est devenue le centre industriel et politique du pays. Les vergers et les espaces verts ont donc été peu à peu transformés en zones industrielles et résidentielles.
Téhéran est un centre économique et industriel très important en Iran. Plus de la moitié des biens de consommation, dont les textiles, le ciment, la vaisselle, le sucre et les appareils électriques (à l'instar de l'usine du français SEB) sont fabriqués dans des usines de la ville. Une zone industrielle a été mise en place entre Téhéran et Karaj, le long de l'autoroute. Les usines de la ville produisent aussi des produits chimiques, des automobiles et de l'armement.
Le bazar central de Téhéran domine le réseau économique national. En effet, Soussan Mobasser précise que « dans tous les bazars [d'Iran], toute marchandise qui n'est pas destinée à la vente locale, soit au consommateur final, soit aux détaillants, est acheminée vers Téhéran ».
Téhéran accueille également la Bourse de Téhéran depuis 1968. En 2005 y figuraient plus de 420 sociétés pour une capitalisation de 327 417 milliards de rials iraniens, équivalant à 45 milliards de dollars.
Le centre commercial se situe dans le sud de la ville et le bazar traditionnel au centre. Les industries produisant du matériel de construction se concentrent sur les plateaux de l'extrémité sud de Téhéran. Les usines et industries se trouvent à l'ouest.
Selon Ebrahimi, le secteur informel emploie une part importante de la population active. Hourcade estimait cette population à 10 % de la population active de la capitale dans les années 1970. Les chiffres d'activité et d'emploi de la population de Téhéran au recensement de 1976 et de 1986 sont présentés ci-contre.

### Transports

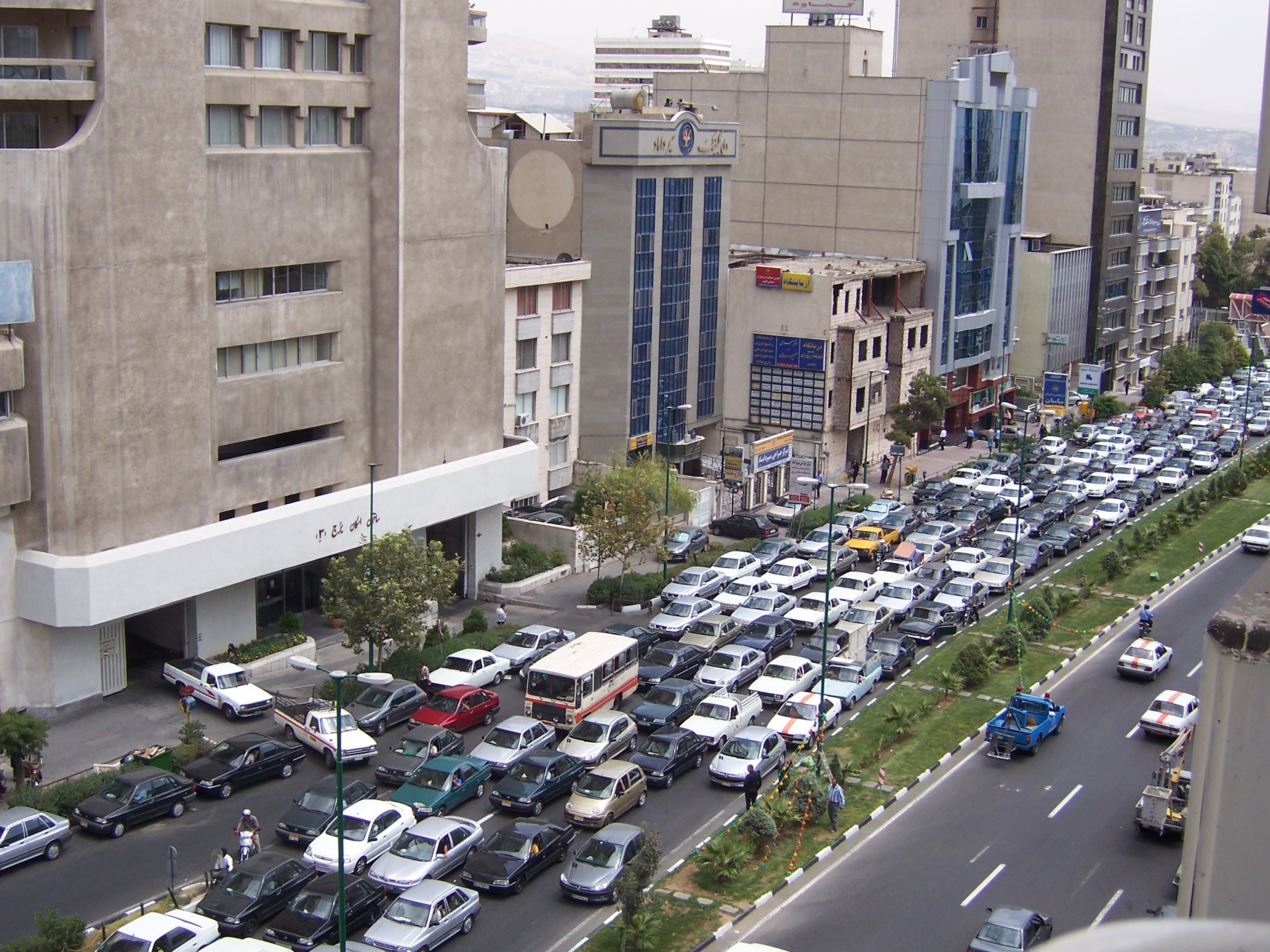
Embouteillages à Téhéran.

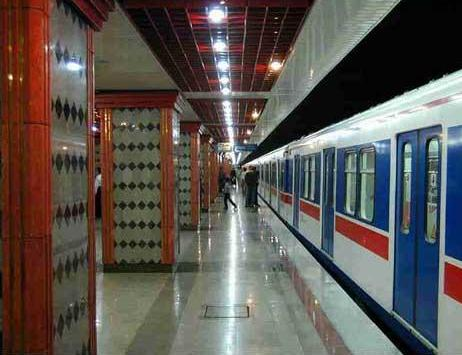
Téhéran possède actuellement cinq lignes de métro.

Un système de métro qui était planifié depuis les années 1970 a ouvert deux des sept lignes prévues en 2001 — même si la ville est située en zone sismique. Le développement du métro de Téhéran a été retardé par la révolution iranienne puis par la guerre Iran-Irak. Téhéran possède aujourd'hui 7 lignes de métro (lignes 1, 2, 4.5.6 et 7).
Les taxis, dont le nombre est très important à Téhéran, permettent de faire des trajets plus courts. Les taxis collectifs (māshin-e savāri) opèrent sur des lignes déterminées. Le taxi est alors commun, et transporte plusieurs personnes au cours du trajet. C'est le meilleur moyen de transport dans Téhéran, le moins onéreux et le plus rapide. Beaucoup de personnes, qui n'ont pas de travail fixe ou qui veulent arrondir leurs fins de mois, prennent leur voiture personnelle et font le taxi.
Le nombre de voitures légères et de véhicules utilitaires légers à Téhéran était estimé à plus de deux millions en 2003.
L'automobile joue un rôle très important pour les ménages de Téhéran ; à la fois pour leur mobilité et pour leur économie. La plupart des mesures prises par les autorités afin d'améliorer les mouvements automobiles ont eu des effets négatifs sur la vie des habitants de Téhéran : le trafic est très dense et souvent congestionné, les problèmes de sécurité pour les piétons et les cyclistes sont très importants, et la pollution de l'air est très importante. De plus, le nombre de places de parking disponibles n'est pas assez élevé en comparaison au nombre de véhicules circulant à Téhéran.
La municipalité de Téhéran, pour essayer de contenir les problèmes de trafic automobile, a créé une zone restreinte dans le centre de Téhéran : cette zone est interdite aux véhicules ne possédant pas d'autorisation pour s'y rendre, elle reste cependant accessible à tous les vendredis, qui est le jour chômé hebdomadaire en Iran.
Il existe également six lignes de bus électrique dans le sud de Téhéran, qui transportent environ 150 000 passagers par jour.
| Évolution du réseau de transports publics | jusqu'en 1990 | 1990 - 1998 |
| --- | ------------- | ----------- |
| Nombre d'échangeurs, de ponts et de souterrains | 33            | 200         |
| Voies rapides et autoroutes (km) | 90            | 300         |
| Transport public (bus, taxis, minibus) | 22 000        | 32 500      |
| Source : Qolamhossein Karbaschi, Mohakemeh va defa', Farhang-o Andisheh, Téhéran, 1998 ; Municipalité de Téhéran, Tahavol-e Edāri dar Shahrdāri-ye Tehrān, Téhéran 1997 |               |             |

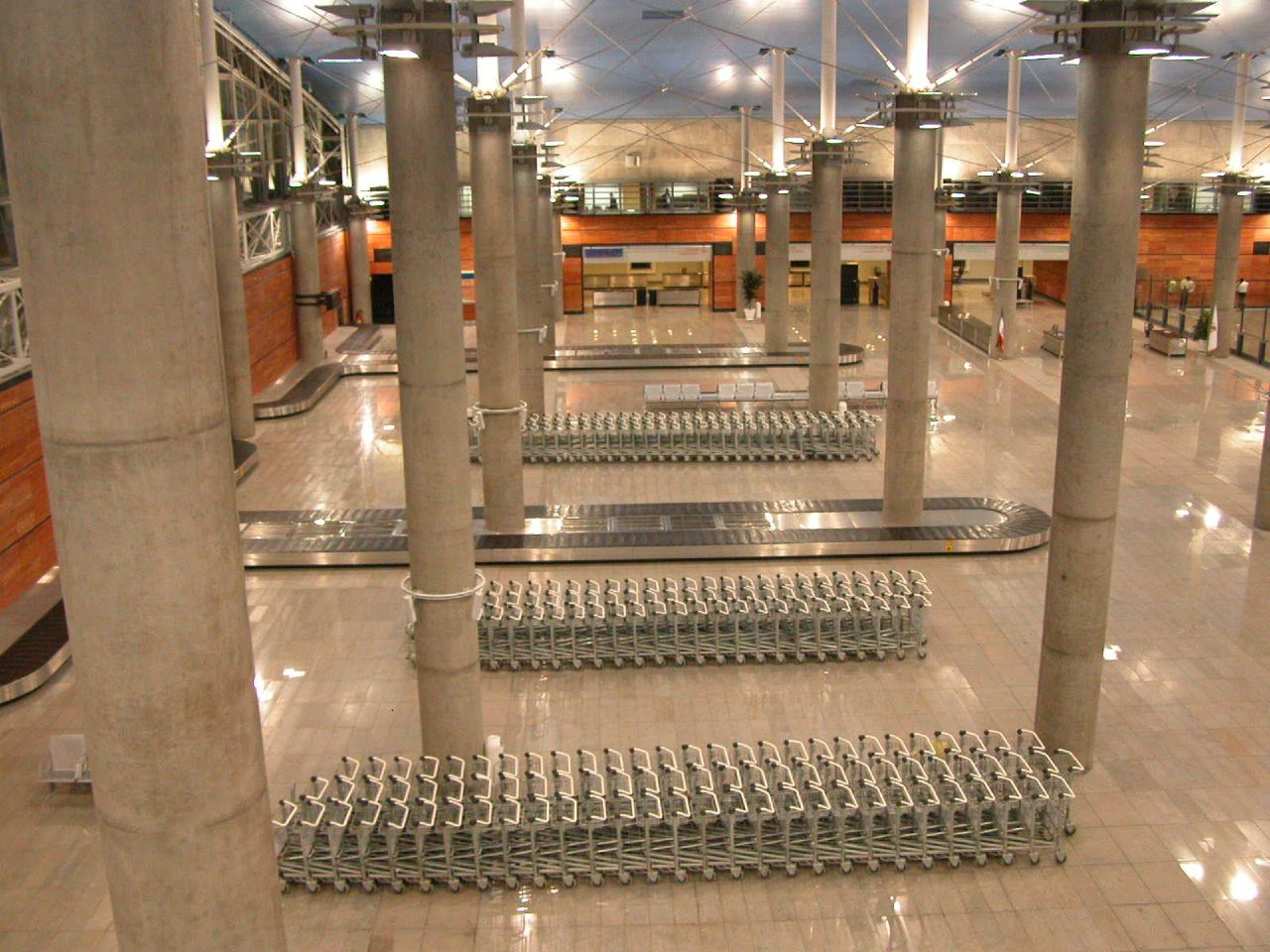
Vue de l'intérieur de l'aéroport international Imam Khomeini.

Téhéran est desservie par l'aéroport international Mehrabad, le premier aéroport de la ville, doublé d'une base militaire, qui est situé à l'ouest de la ville, maintenant en pleine zone urbaine. L'aéroport international Imam-Khomeini, à 50 kilomètres au sud de la ville, a été inauguré en 2004 et est destiné à terme à accueillir les vols internationaux alors que Mehrabad serait réservé aux vols intérieurs.
Téhéran possède aussi une gare centrale et 4 terminaux de bus qui offrent de services réguliers vers toutes les villes du pays (Terminaux Sud, Est, Ouest et Bei-haghi).

## Problèmes environnementaux et pollution

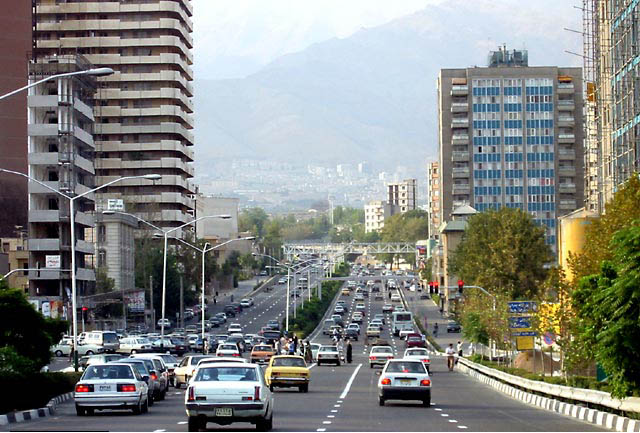
Une des artères du centre de Téhéran.

D'après les données collectées par l'AQCC (Compagnie de contrôle de la qualité de l'air de la ville de Téhéran) et le ministère de l'environnement iranien, la ville de Téhéran est l'une des plus polluées du monde. En novembre 2006, la pollution de l'air dans capitale iranienne aurait fait 3 600 morts, essentiellement par pathologies cardio-respiratoires. D'après l'Agence de coopération Japan International (JICA), les sources d'émission mobiles représentaient 71 % de l'ensemble de la pollution de l'air dans la métropole.
Le monoxyde de carbone représente une partie importante des 1,5 million de tonnes de produits polluants rejetés à Téhéran en 2002, et sa responsabilité directe dans l'augmentation des admissions de patients pour troubles cardiaques les hôpitaux de la ville est attestée. Les émissions des plus de deux millions de véhicules particuliers et des moyens de transport anciens sont la cause principale de la pollution de l'air à Téhéran. Le président de l'époque, Mohammad Khatami, a déclaré que les voitures construites en Iran devront avoir des standards plus favorables pour l'environnement, et a promis le passage au carburant sans plomb. En effet, le parc automobile est majoritairement ancien, parfois de plus de 20 ans (avec des modèles fabriqués en Iran comme la Peykan). La municipalité de Téhéran, associée au ministère de l'environnement iranien a mis en place des mesures destinées à réduire la pollution : en 2002, par exemple, la quasi-totalité des 30 000 taxis de Téhéran fonctionnaient au GPL.
Téhéran rencontre aussi des problèmes quant à la fourniture d'eau, qui ne suffit pas aux besoins de la ville. De plus, il existe encore des insuffisances des réseaux d'égouts, et la plupart des déchets humains sont déversés dans le sol ou dans les cours d'eau. En 2003, l'évacuation des eaux usées à Téhéran se faisait par :
- des puits d'infiltration (50 %) ;
- des fosses septiques (10 %) ;
- le réseau de collecte des eaux usées (10 %) ;
- le reste des eaux usées est rejeté dans la nature.

Pour remédier à ce problème, la municipalité de Téhéran a lancé un grand projet de construction d'un réseau d'égouts, qui devrait durer jusqu'en 2029.

## Jumelages de la municipalité de Téhéran
La municipalité de Téhéran est jumelée avec[source insuffisante] :
- Douchanbé (Tadjikistan) depuis juillet 1995
- Moscou (Russie) depuis 1996
- Koweït (Koweït) depuis 1996[118]
- Berlin (Allemagne) depuis 2001
- La Havane (Cuba) depuis 2001
- Caracas (Venezuela) depuis 2001[119]
- Chuani (Afrique du Sud) depuis 2002
- Saint-Pétersbourg (Russie) depuis 2004
- Kaboul (Afghanistan) depuis 2004
- Sanaa (Yémen) depuis 2004[120]
- Bagdad (Irak) depuis 2006[121]
- Minsk (Biélorussie) depuis 2006[122]
- Pékin (Chine) depuis 2014[123]
- Budapest (Hongrie) depuis 2015[124]
- Tbilissi (Géorgie) depuis 2015[125]
- Bichkek (Kirghizistan) depuis 2022[126]
- Erevan (Arménie) depuis 2023[127]